# Le Crotoy
Le Crotoy est une commune française portuaire de la baie de Somme située dans le département de la Somme, dans les Hauts-de-France.
Depuis juillet 2020, la commune fait partie du parc naturel régional Baie de Somme - Picardie maritime.
Ses habitants sont appelés les Crotellois.
La commune fait partie des villes et villages labellisés Pays d'art et d'histoire qui œuvrent à mettre en avant leur patrimoine,.

## Géographie

### Localisation
Le Crotoy est une station balnéaire picarde de la région naturelle du Marquenterre et du pays du Ponthieu.
Limitrophe de Rue, la commune est située à 3 km au nord de Saint-Valery-sur-Somme, 19 km au nord-ouest d'Abbeville et à 60 km au nord d'Amiens à vol d'oiseau.
Le territoire de la commune est limitrophe de ceux de trois communes.
Les communes limitrophes sont Favières, Rue et Saint-Quentin-en-Tourmont.

### Géologie et relief
Le Crotoy est une station balnéaire proche du littoral de la Manche située sur le rivage nord, au fond de la baie de Somme. Sa caractéristique est d'être une plage de sable fin exposée plein sud (d'où le nom de plage blanche, ou le slogan contemporain : « Le Crotoy, plage plein sud » se substituant à "Seule plage du Nord exposée au Midi.").

### Risques naturels
La commune présente un risque de submersion marine,.

### Hydrographie

#### Réseau hydrographique
La commune est située dans le bassin Artois-Picardie. Elle est drainée par la Maye, le canal de la Maye, le canal du Marquenterre, le ruisseau de Becquerelle, la Course de la Mayette, la Bassée, la Course des routieux, la Course du bas broutel, la rivière du Dien, le Crotoy, le fleuve la Maye, le fossé des plainières, le noc bout d'homme et divers autres petits cours d'eau.
| (texte à fusionner) La ville est limitée au sud par la baie de Somme, près de l'embouchure du fleuve côtier la Somme dans la Manche. Au nord, le territoire communal est limité par le lit du petit fleuve côtier la Maye. |

La Maye, d'une longueur de 38 km, prend sa source dans la commune de Fontaine-sur-Maye,à l'altitude de 40 mètres, et se jette  dans la baie de Somme en limite des communes de Saint-Quentin-en-Tourmont et du Crotoy, après avoir traversé dix communes. Les caractéristiques hydrologiques de la Maye sont données par la station hydrologique située sur la commune. Le débit moyen mensuel est de 1,01 m3/s. Le débit moyen journalier maximum est de 5,17 m3/s, atteint lors de la crue du 1er avril 2001. Le débit instantané maximal est quant à lui de 7,3 m3/s, atteint le 11 mai 2001.
Le canal de la Maye, d'une longueur de 11 km, prend sa source dans la commune de Bernay-en-Ponthieu et se jette  dans la baie de Somme au niveau du port de plaisance du Crotoy, après avoir traversé quatre communes.
Le canal du Marquenterre, d'une longueur de 11 km, prend sa source dans la commune de Quend et se jette  dans le canal de la Maye au niveau du port de plaisance du Crotoy, après avoir traversé quatre communes.

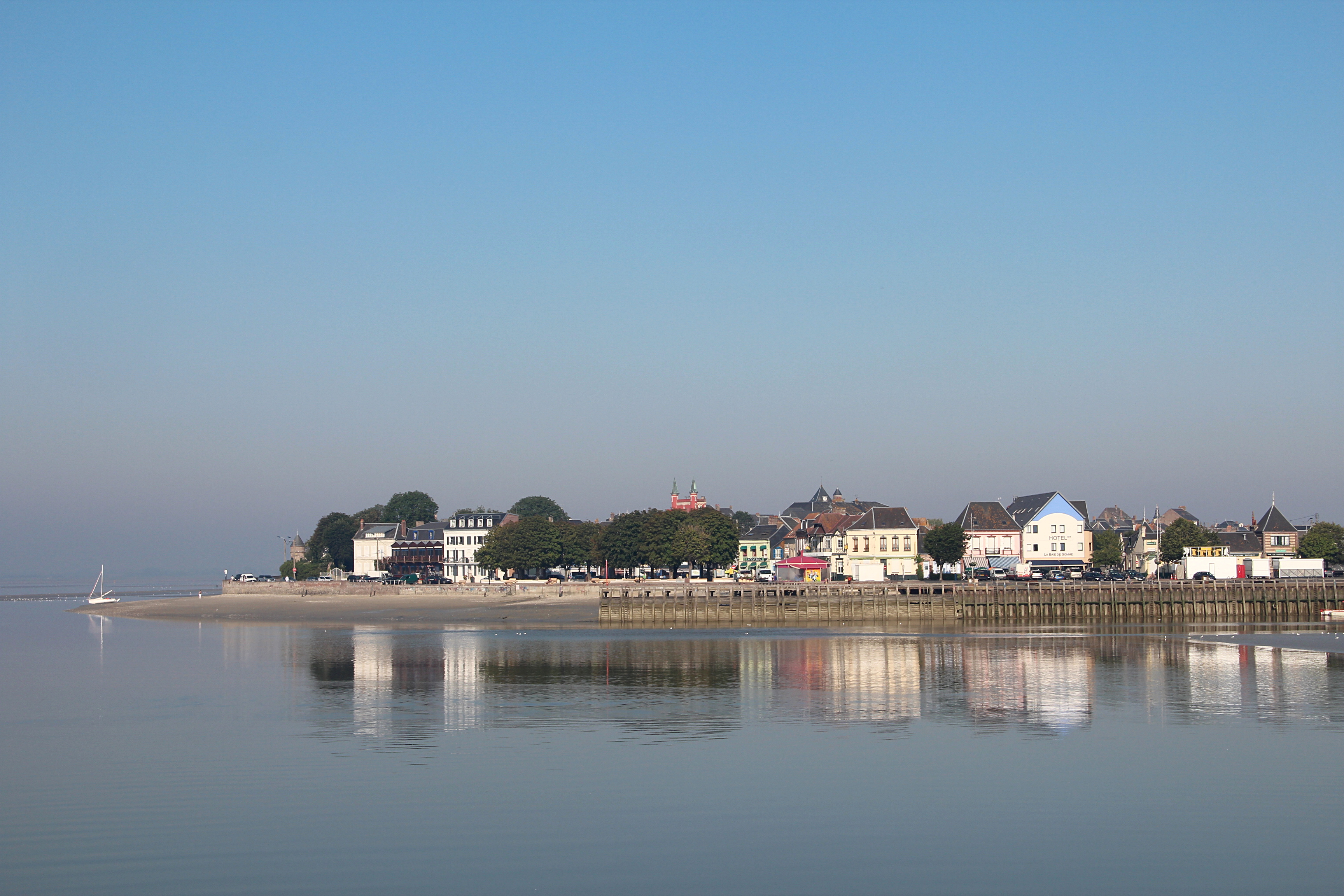
Le quai Courbet au Crotoy.
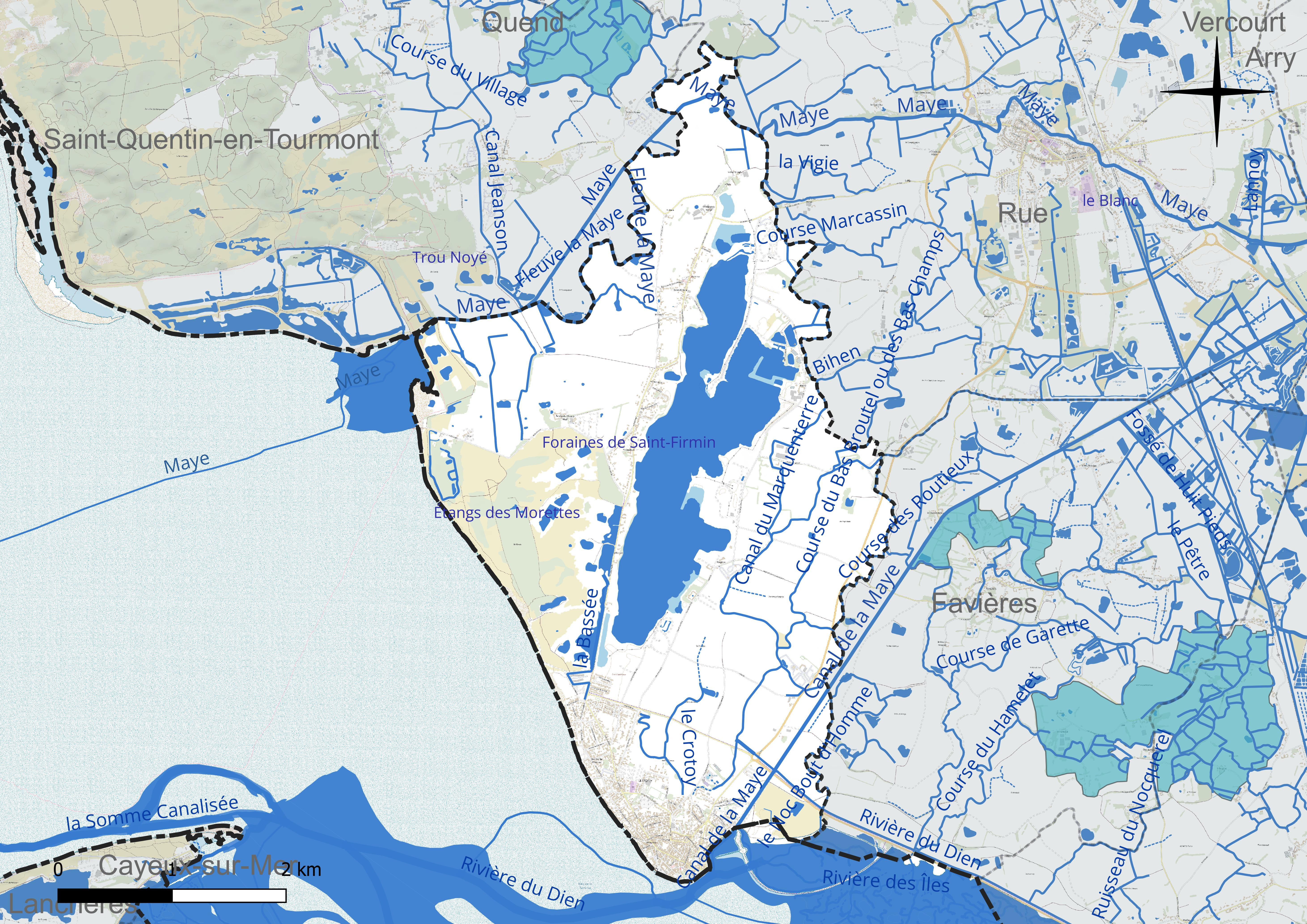
Réseau hydrographique du Crotoy.

Deux plans d'eau complètent le réseau hydrographique : Foraines de Saint-Firmin (215,7 ha) et les étangs des Morettes (0,8 ha),.

#### Gestion et qualité des eaux
Le territoire communal est couvert par le schéma d'aménagement et de gestion des eaux (SAGE) « Somme aval et Cours d'eau côtiers ». Ce document de planification concerne un territoire de 1 835 km2 de superficie, délimité par le bassin versant de la Somme canalisée. Le périmètre a été arrêté le 29 avril 2010 et le SAGE proprement dit a été approuvé le 6 août 2019. La structure porteuse de l'élaboration et de la mise en œuvre est le syndicat mixte d'aménagement hydraulique du bassin versant de la Somme (AMEVA).
La qualité des cours d'eau peut être consultée sur un site dédié géré par les agences de l'eau et l'Agence française pour la biodiversité.

### Climat
Pour des articles plus généraux, voir Climat des Hauts-de-France et Climat de la Somme.
En 2010, le climat de la commune est de type climat océanique altéré, selon une étude du CNRS s'appuyant sur une série de données couvrant la période 1971-2000. En 2020, Météo-France publie une typologie des climats de la France métropolitaine dans laquelle la commune est exposée à un climat océanique et est dans la région climatique Côtes de la Manche orientale, caractérisée par un faible ensoleillement (1 550 h/an) ; forte humidité de l'air (plus de 20 h/jour avec humidité relative > 80 % en hiver), vents forts fréquents.
Pour la période 1971-2000, la température annuelle moyenne est de 10,7 °C, avec une amplitude thermique annuelle de 13,4 °C. Le cumul annuel moyen de précipitations est de 772 mm, avec 12,9 jours de précipitations en janvier et 8,3 jours en juillet. Pour la période 1991-2020, la température moyenne annuelle observée sur la station météorologique la plus proche, située sur la commune de Cayeux-sur-Mer à 10 km à vol d'oiseau, est de 11,4 °C et le cumul annuel moyen de précipitations est de 761,1 mm,. Pour l'avenir, les paramètres climatiques de la commune estimés pour 2050 selon différents scénarios d'émission de gaz à effet de serre sont consultables sur un site dédié publié par Météo-France en novembre 2022.

## Urbanisme

### Typologie
Au 1er janvier 2024, Le Crotoy est catégorisée bourg rural, selon la nouvelle grille communale de densité à sept niveaux définie par l'Insee en 2022.
Elle est située hors unité urbaine et hors attraction des villes,.
La commune, bordée par la Manche, est également une commune littorale au sens de la loi du 3 janvier 1986, dite loi littoral. Des dispositions spécifiques d'urbanisme s'y appliquent dès lors afin de préserver les espaces naturels, les sites, les paysages et l'équilibre écologique du littoral, tel le principe d'inconstructibilité, en dehors des espaces urbanisés, sur la bande littorale des 100 mètres, ou plus si le plan local d'urbanisme le prévoit.

### Occupation des sols
L'occupation des sols de la commune, telle qu'elle ressort de la base de données européenne d'occupation biophysique des sols Corine Land Cover (CLC), est marquée par l'importance des territoires agricoles (59,9 % en 2018), en diminution par rapport à 1990 (67,1 %). La répartition détaillée en 2018 est la suivante :
terres arables (43,3 %), prairies (16,6 %), eaux continentales (15,3 %), zones urbanisées (9,5 %), milieux à végétation arbustive et/ou herbacée (9,1 %), mines, décharges et chantiers (3,1 %), zones humides côtières (1,7 %), espaces ouverts, sans ou avec peu de végétation (1,3 %). L'évolution de l'occupation des sols de la commune et de ses infrastructures peut être observée sur les différentes représentations cartographiques du territoire : la carte de Cassini (XVIIIe siècle), la carte d'état-major (1820-1866) et les cartes ou photos aériennes de l'IGN pour la période actuelle (1950 à aujourd'hui).

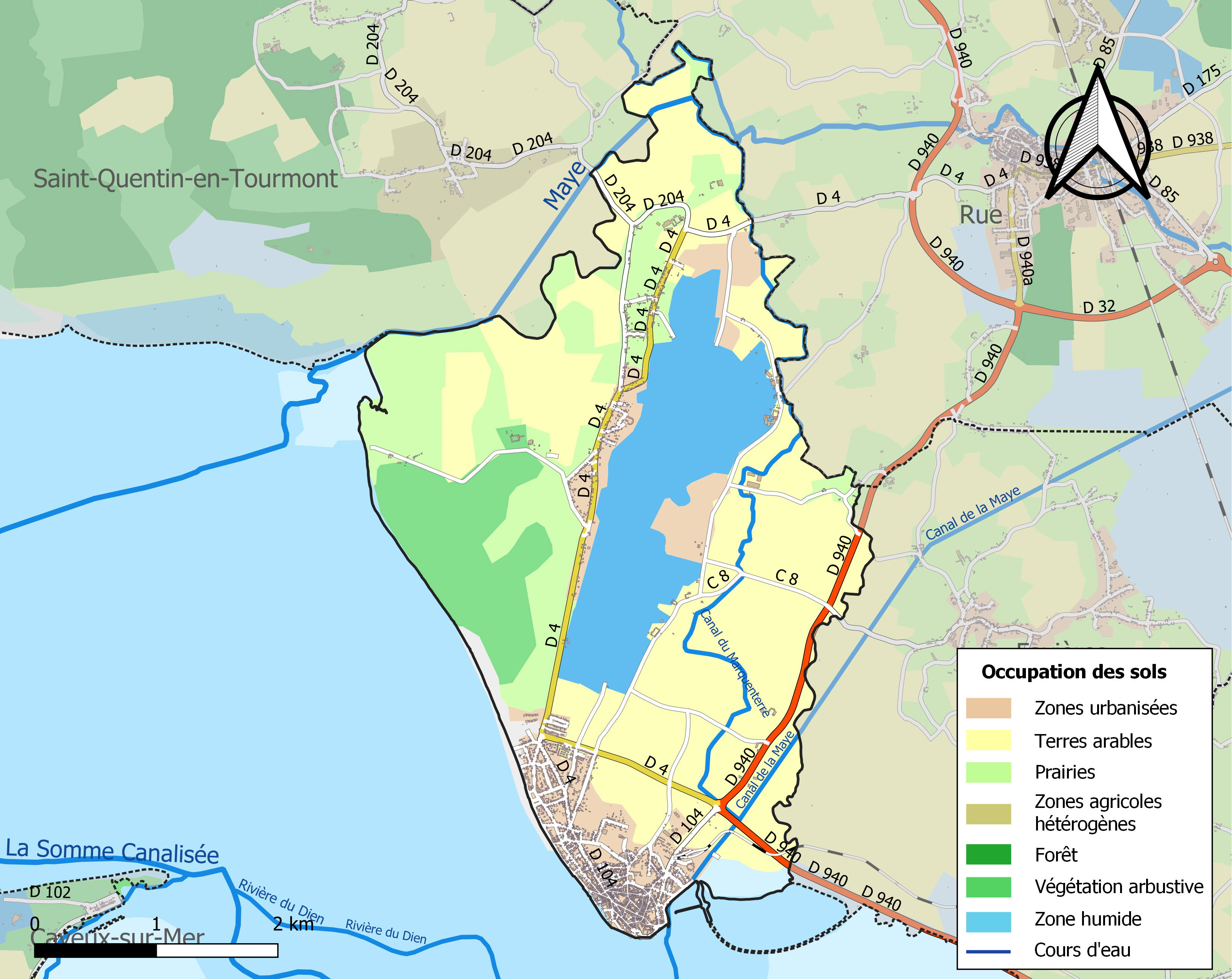
Carte des infrastructures et de l'occupation des sols de la commune en 2018 (CLC).

### Lieux-dits, hameaux et écarts
La commune du Crotoy est composée de deux agglomérations, Le Crotoy et Saint-Firmin-lès-Crotoy qui dispose d'une mairie annexe. Jusqu'en 2014, ce hameau était doté d'un adjoint spécial et d'une école. Saint-Firmin a été rattaché au Crotoy entre 1790 et 1794. La Bassée et Bihen sont les autres hameaux de la commune.

Saint-Firmin
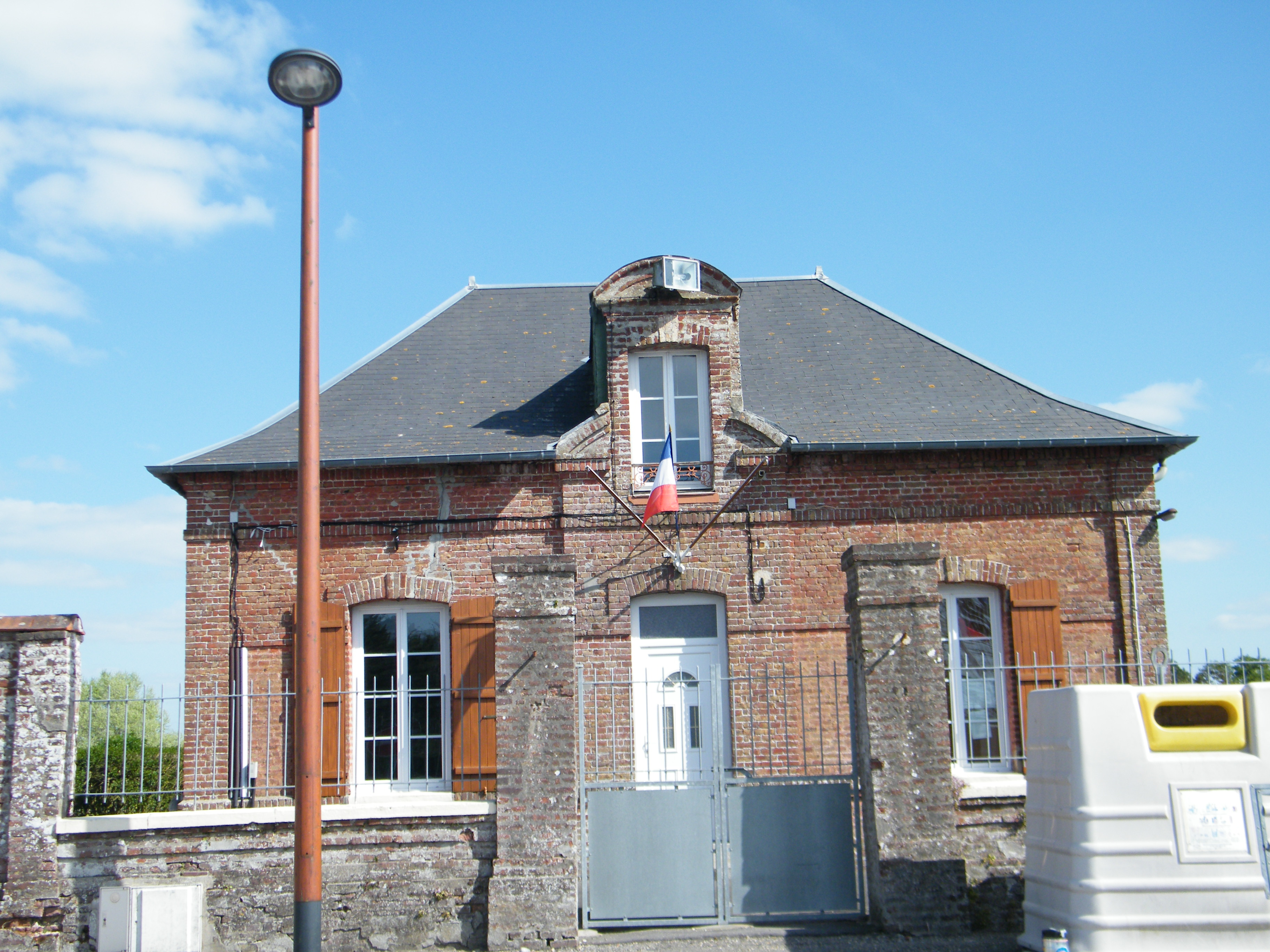
La mairie.
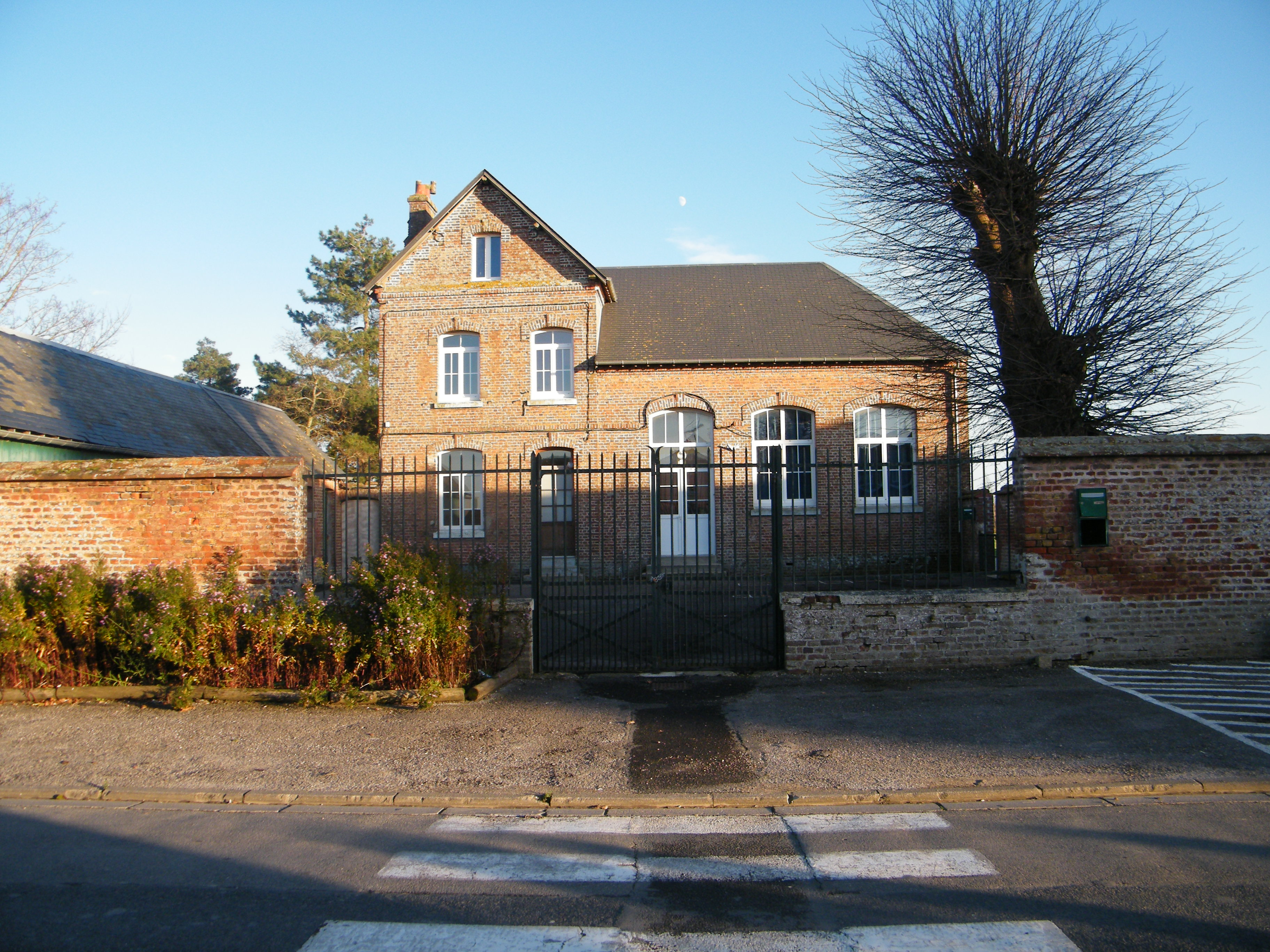
L'école.
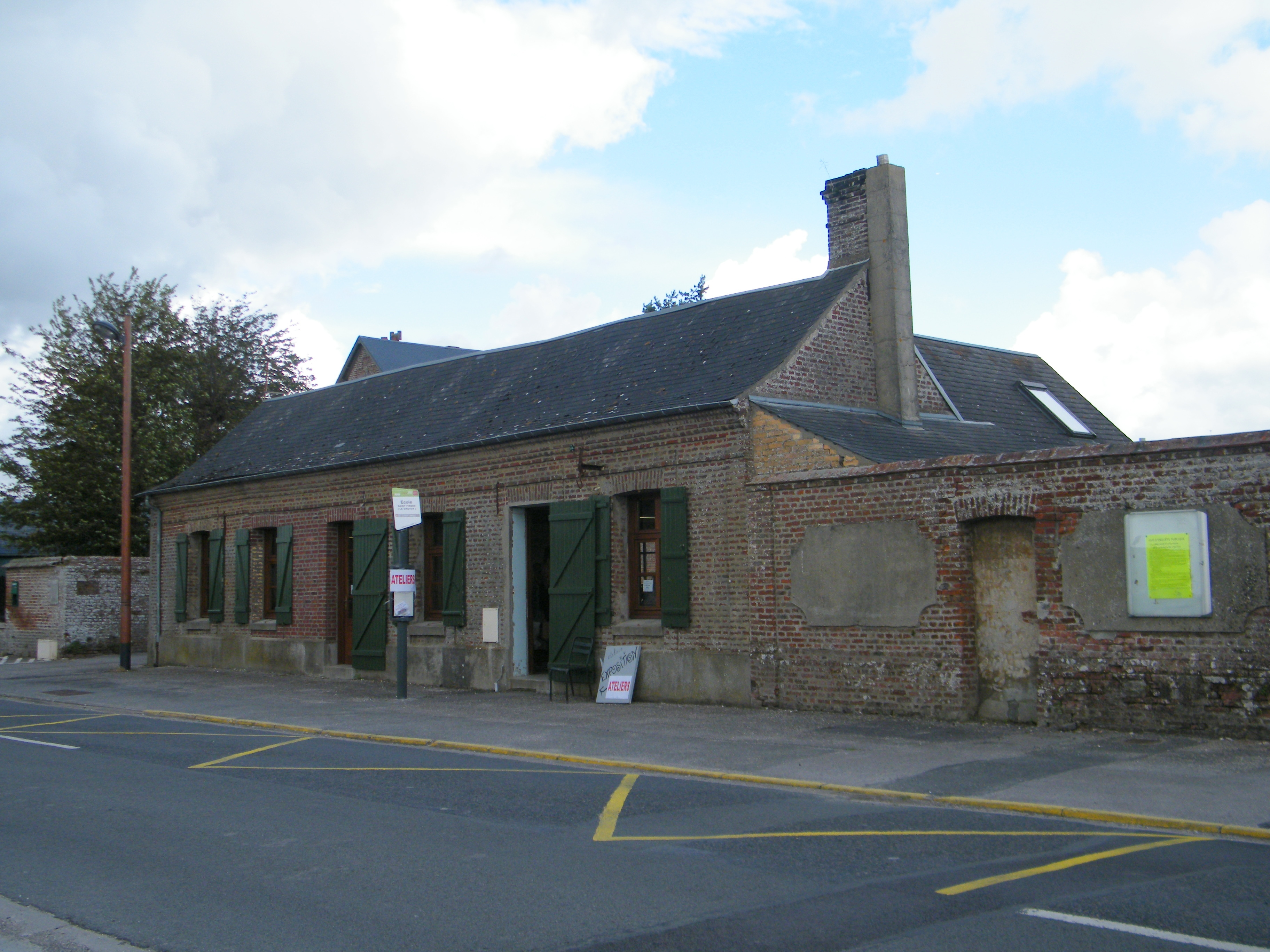
La salle communale.
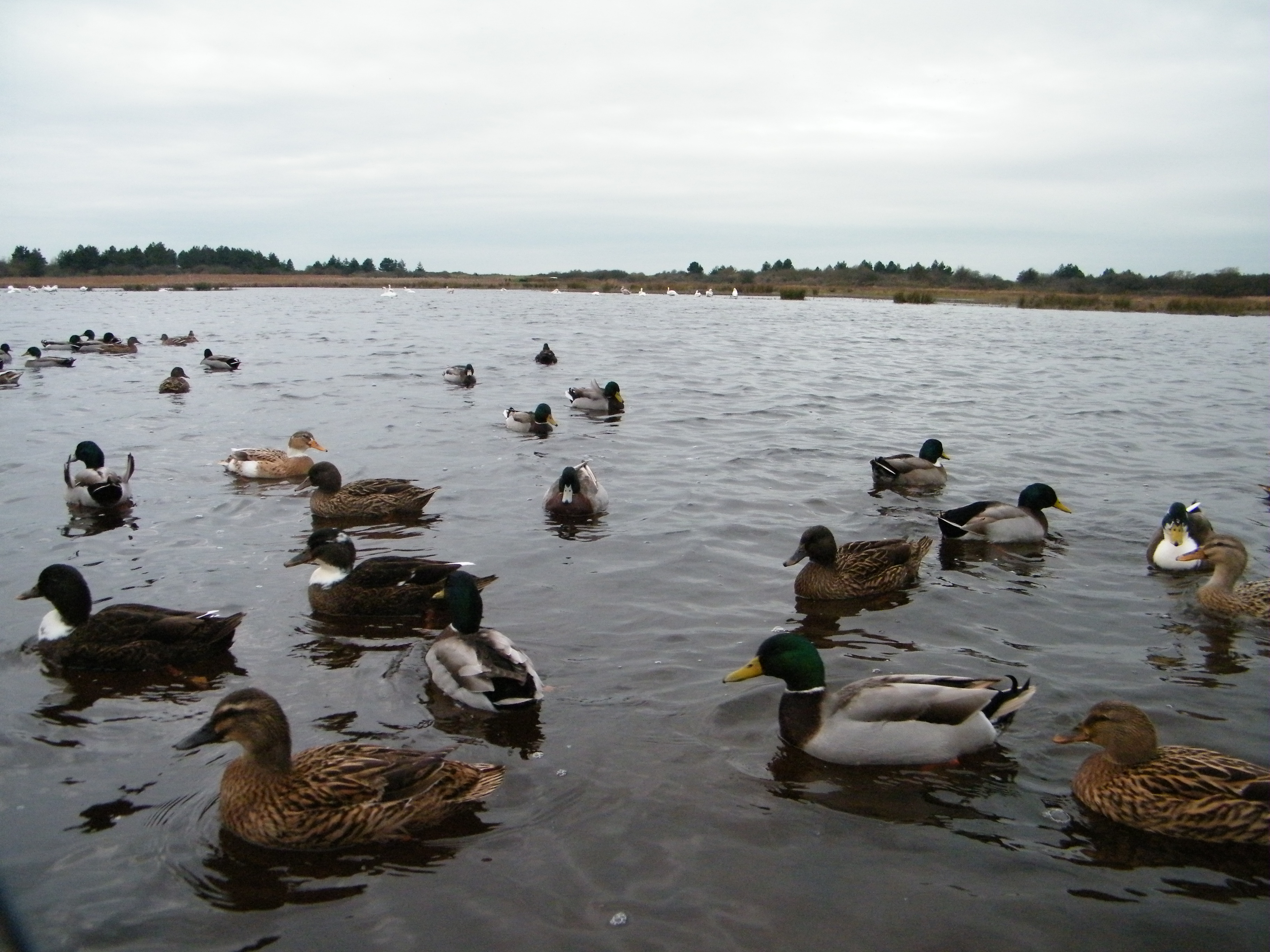
L'étang de la Bassée.

### Morphologie urbaine

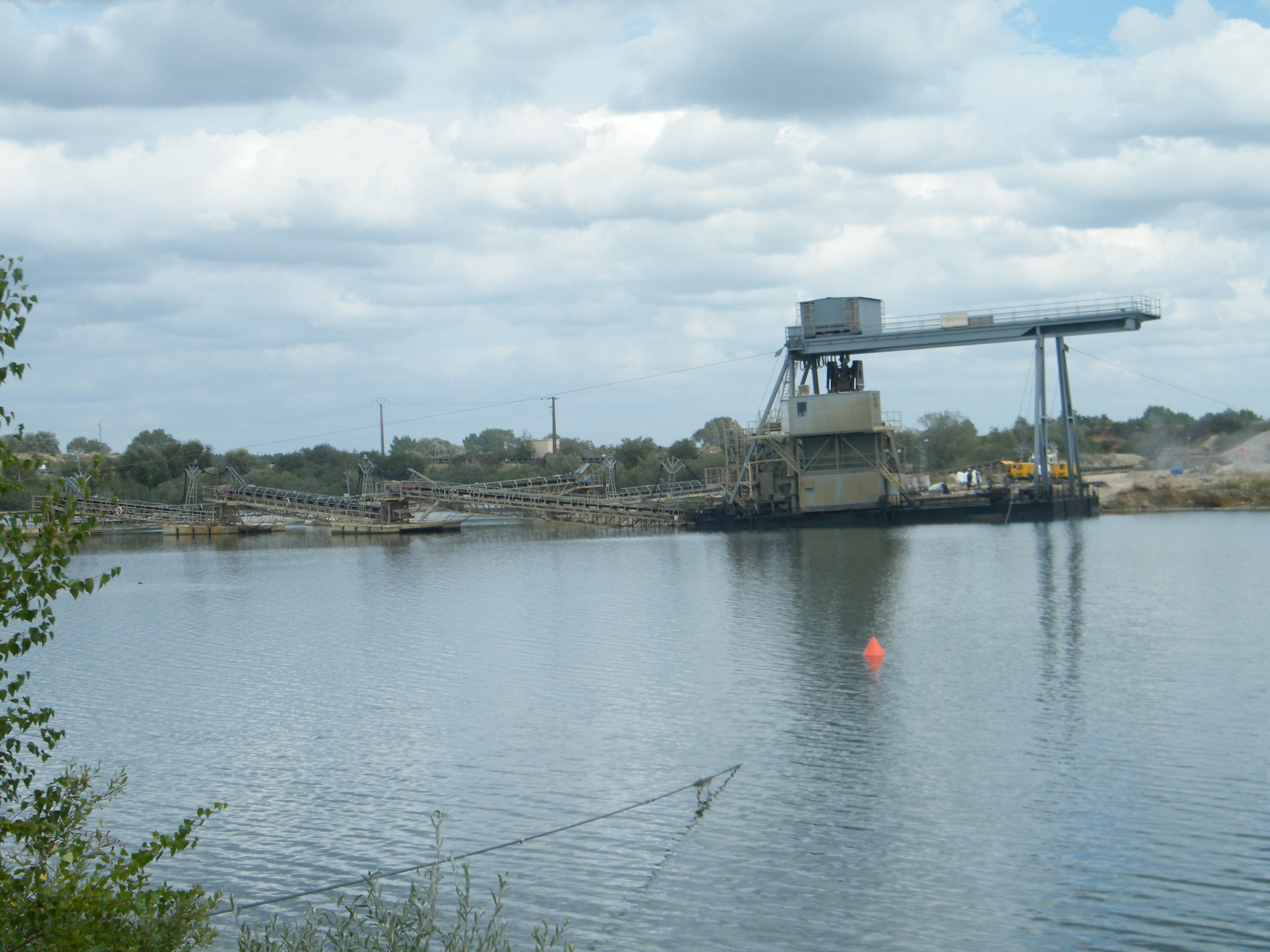
Les carrières de Saint-Firmin.

L'agglomération du Crotoy est composée de plusieurs quartiers :
- le Bourg c'est-à-dire l'ancien village qui constitue le centre-ville concentrant les commerces, les services hôteliers, les services publics, l'église…
- les quartiers de villégiatures qui enserrent le bourg. Ils se sont développés le long de la plage : quartier balnéaire, quartier de l'Aviation ou le long d'une voie principale : quartier des Mollières.

L'extraction de matériaux dans les carrières de Saint-Firmin-lès-Crotoy (toujours en activité) a conduit au creusement d'un important plan d'eau, étendu du Crotoy aux limites communales avec la ville de Rue. Une base nautique y a été active à La Bassée.

### Habitat et logement
En 2019, le nombre total de logements dans la commune était de 3 107, alors qu'il était de 3 015 en 2014 et de 2 620 en 2009.
Parmi ces logements, 31,9 % étaient des résidences principales, 63,6 % des résidences secondaires et 4,6 % des logements vacants. Ces logements étaient pour 73,6 % d'entre eux des maisons individuelles et pour 26,2 % des appartements.
Le tableau ci-dessous présente la typologie des logements au Le Crotoy en 2019 en comparaison avec celle de la Somme et de la France entière. Une caractéristique marquante du parc de logements est ainsi une proportion de résidences secondaires et logements occasionnels (63,6 %) supérieure à celle du département (8,3 %) et à celle de la France entière (9,7 %). Concernant le statut d'occupation de ces logements, 67,4 % des habitants de la commune sont propriétaires de leur logement (70,6 % en 2014), contre 60,2 % pour la Somme et 57,5 pour la France entière.
| Typologie                                               | Le Crotoy | Somme | France entière |
| ------------------------------------------------------- | --------- | ----- | -------------- |
| Résidences principales (en %)                           | 31,9      | 83,2  | 82,1           |
| Résidences secondaires et logements occasionnels (en %) | 63,6      | 8,3   | 9,7            |
| Logements vacants (en %)                                | 4,6       | 8,5   | 8,2            |

### Voies de communication et transports
La localité est desservie par les lignes de bus du réseau Trans80, chaque jour de la semaine, sauf le dimanche.
La grêve est traversée par le chemin de grande randonnée GR120 qui relie la frontière franco-belge à l'estuaire de l'Authie en suivant le littoral sur environ 175 km.
Par la route, la commune est à deux heures de Paris, 40 minutes d'Amiens et deux heures de la frontière belge. Elle est desservie par l'autoroute A16, la SNCF (gare de Rue ou Noyelles) et le Chemin de fer de la baie de Somme (à usage uniquement touristique).

## Toponymie
Le plus ancien nom du Crotoy semble être Creta, attesté en 663.
Les Celtes emploient le terme « crot » pour désigner un banc de sable formant abris. Sur le littoral du Marquenterre, le terme désigne aussi un banc sorti des eaux et rendu élevé par le vent, ou par extension toute forme de dune.
La première ville du Crotoy, d'origine celtique, se nommait « Mayoc », port de la Maye. Un des bras de la Maye se jetait à la mer en longeant un massif de galets, nommé « barre-mer », lequel formait un havre, ou « hoc », d'où le nom de « Maye-hoc», puis « Mayoc ». Lors d'une tempête, une tranche du banc fut entamée. Le barre-mer sectionné comprenait deux parties : celle tronquée accueillit la construction de nouvelles habitations et conserva le nom de « Mayoc » ; l'autre, qui formait une butte isolée, fut nommée « Crotoy ».

## Histoire

### Moyen Âge
En 1066, en raison de vents défavorables et de mauvaises conditions de mer, la flotte de Guillaume de Normandie constituée pour la conquête de l'Angleterre, qui était partie de Dives-sur-Mer, se réfugie à Saint-Valery-sur-Somme, quelques navires mouillant au Crotoy.
En 1150, le comte de Ponthieu fait construire un château fort au Crotoy. Hugues III de Campdavaine, comte de Saint-Pol fait assassiner le comte de Ponthieu au XIIe siècle. Ce méfait et bien d'autres sont à la base de la légende de la « Bête Canteraine ». Le terrible comte de Saint-Pol aurait été transformé en loup puis lesté de chaînes, condamné à hanter les lieux qu'il avait désolés en tant qu'homme.
En 1209, Le Crotoy se voit octroyer une charte communale.
En 1290, le comte du Ponthieu, Édouard, roi d'Angleterre, achète de la commune du Crotoy-Maiocq-Berteaucourt une rente dont le capital est appliqué aux besoins de cette commune.
La reine Isabelle de France et son fils Édouard de Windsor embarquent du Crotoy en 1326 pour gagner la Hollande puis l'Angleterre afin d'y renverser Édouard II lors d'une rapide invasion.

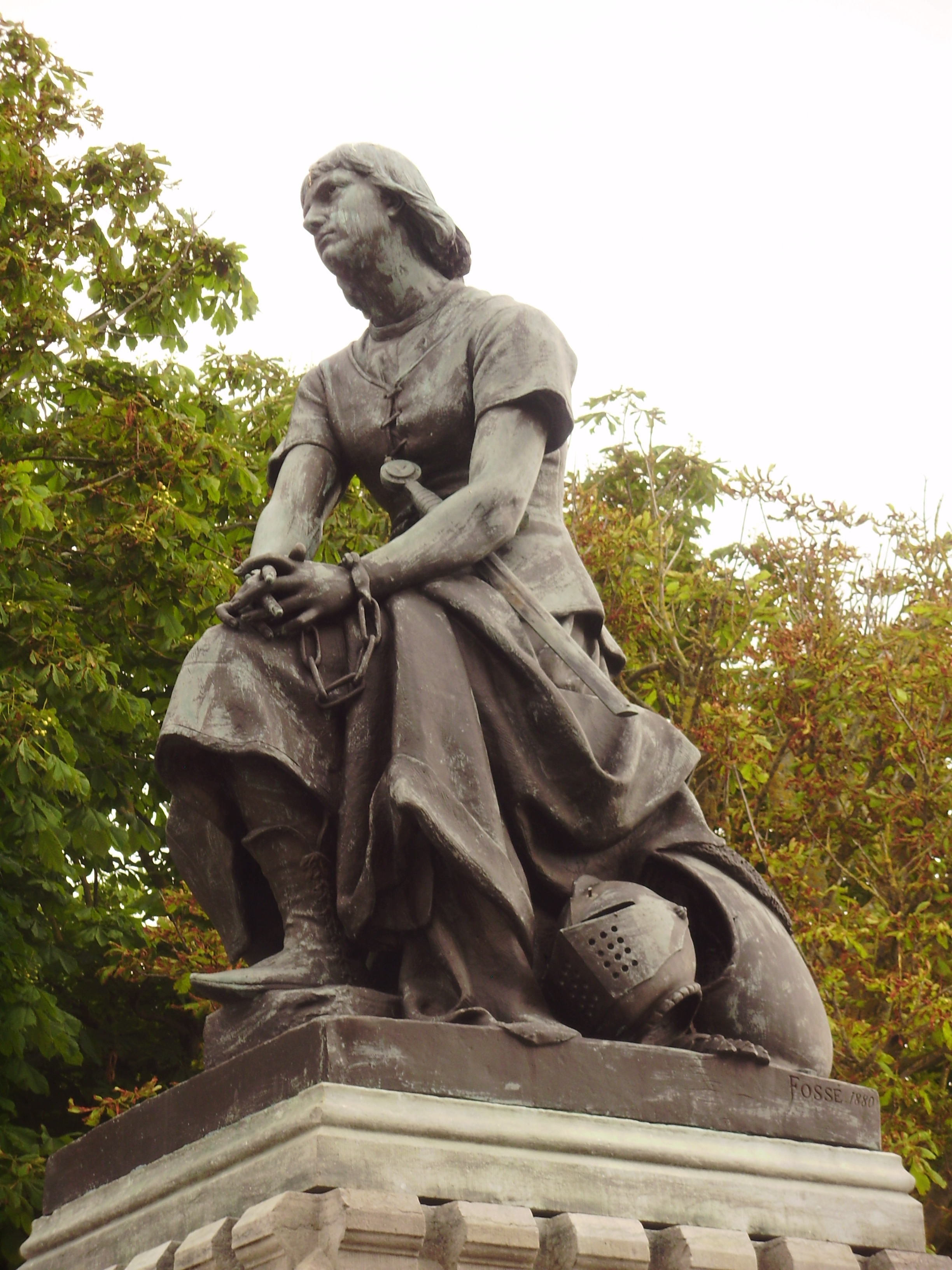
Le Crotoy, statue de Jeanne d'Arc par Athanase Fossé.

En 1362, le mayeur du Crotoy, Jehan Vadicoq, et son épouse, Marguerite Dorémus, font une donation qui permet la fondation d'un hôpital au Crotoy.
Durant la guerre de Cent Ans, la commune est alternativement sous domination anglaise et française. Le 24 août 1346, lors de la chevauchée d'Édouard III, la place est pillée et incendiée par un détachement anglais et ses défenseurs massacrés.
Édouard III d'Angleterre séjourne au Crotoy et y fait construire en 1366 une très importante forteresse.
En 1372, une armée anglaise, aux ordres de Robert Knolles, envahit le Ponthieu et vient brûler la ville du Crotoy avant de traverser la Somme au gué de Blanquetaque.
Le Crotoy est le lieu de résidence, durant ces périodes troublées, d'un gouverneur et d'une garnison. Jacques d'Harcourt est le gouverneur le plus célèbre du Crotoy : il le défend avec audace et courage contre les armées anglo-bourguignonnes. Une rue éponyme lui rend hommage dans le centre-ville. Assiégée, Le Crotoy, dernière position française de la baie de la Somme, capitule le 1er mars 1424. Après la bataille de Verneuil, Jean II d'Alençon y est interné durant trois ans.
Jeanne d'Arc est emprisonnée au château du Crotoy du 21 novembre au 20 décembre 1430 avant de traverser la baie de Somme et être conduite à Rouen pour son procès.
Le traité du Crotoy est signé entre la France et l'État bourguignon, le 3 octobre 1471.

### Époque moderne
En 1589, un arrêt de la Chambre du Conseil des États ordonne qu'il soit établi au Crotoy un bureau pour recevoir les droits sur toutes les marchandises venant de Hollande, Zélande et Espagne en France.
Pendant les guerres de Religion, Le Crotoy prend le parti d'Henri de Navarre. Par un édit de 1594, Henri IV décharge d'impôts les Crotellois. Il séjourne dans la commune le 18 avril 1596.
La forteresse du Crotoy, « qui estait place imprenable » selon Leprêtre, a soutenu pas moins de vingt-cinq sièges dans son histoire.
En 1674, en application des clauses du Traité d'Aix-la-Chapelle de 1668, le château du Crotoy est détruit. La ville s'endort jusqu'au XIXe siècle et devient un simple port de pêche.
À la fin du XVIIIe siècle, une controverse éclate au sujet du lieu, Saint-Valery ou Le Crotoy, où doit déboucher le canal de la Somme en projet et se créer un grand port. C'est finalement Saint-Valery qui est choisi.

### Révolution française et Empire
La commune, instituée par la Révolution française, absorbe entre 1790 et 1794 celle de Saint-Firmin.

### Époque contemporaine

#### Les débuts du tourisme balnéaire
En septembre 1837, Victor Hugo visite Le Crotoy, où il dessine la baie de Somme.
À partir de la création  de la gare de Noyelles-sur-Mer en 1847 à l'occasion de la mise en service par la compagnie des chemins de fer du Nord de la ligne de Paris et Amiens à Boulogne-sur-Mer, Le Crotoy rendu aisément accessible devient un lieu de résidence recherché et une station balnéaire en vogue. De nombreux établissements de bains et un casino (à l'emplacement actuel de la résidence Pierre & Vacances) y sont construits.
Pierre Guerlain, futur parfumeur de l'Impératrice Eugénie, y achète de nombreux terrains et une grande maison en bord de mer, qu'il appelle son « petit manoir ». Cette maison, souvent confondue avec l'Hôtel des Tourelles, édifice qui, lui, date de la toute fin du XIXe siècle, existe toujours. En 1850, Pierre Guerlain fait construire au Crotoy le Grand Hôtel (les derniers vestiges de ce bel hôtel ont été démolis au début des années 1970 pour faire place à une résidence d'appartements) : la station balnéaire est lancée. Une tradition orale indique que l'impératrice Eugénie aurait effectué une visite au Crotoy ; une rue à son nom commémorerait cet événement. Elle aurait voulu faire du Crotoy une station balnéaire complémentaire de celle de Deauville, station lancée par le demi-frère de Napoléon III, le duc de Morny. Hypothèse peu vraisemblable, car l'impératrice séjournait régulièrement à Biarritz où l'empereur Napoléon III avait fait construire, dès le début de leur mariage, une grande résidence d'été.
Fernand Poidevin (1868-1919), photographe, écrivain, ami des frères Caudron, fut le témoin de son époque, immortalisant dans ses clichés la vie des Crotellois. Humaniste, durant la première guerre mondiale, il organisa des soirées théâtrales et des concerts au profit des blessées et veuves de guerre. Peu soucieux de sa santé, Fernand Poidevin décède dans sa cinquante et unième année au Crotoy. Il laissa un précieux témoignage de la vie locale.
L'écrivain Jules Verne s'installe, dans une maison, « La Solitude », qui existe toujours, à côté du port. Il passe près de huit ans au Crotoy et y rédige notamment Vingt Mille Lieues sous les mers. Une légende locale veut que la maquette du Nautilus soit enfouie dans le port du Crotoy. Pendant la guerre franco-prussienne de 1870, Jules Verne était capitaine de la garde locale et patrouille à bord de son voilier le Saint-Michel.
En 1887 est mis en service par la société générale des chemins de fer économiques (SE) la ligne de chemin de fer secondaire à voie métrique des Chemins de fer départementaux de la Somme  reliant la ville à la gare de Noyelles, rendant encore plus aisé l'accès à la station balnéaire. L'exploitation de service public cesse en 1969, et l'infrascture sert ensuite au chemin de fer touristique du Chemin de fer de la baie de Somme

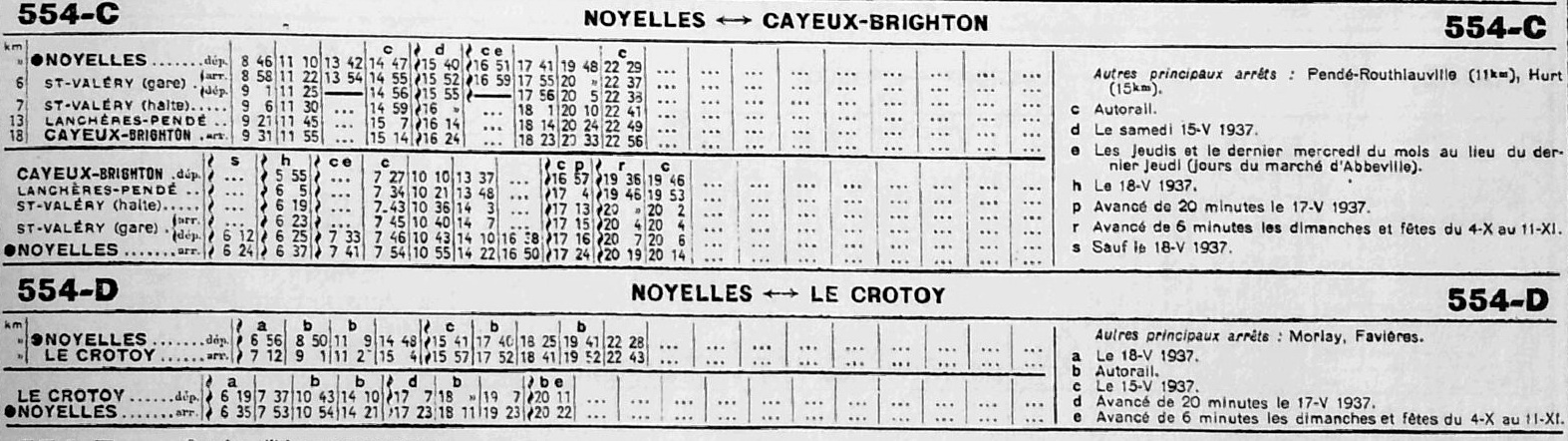
Horaires des lignes Le Crotoy-Noyelles et Noyelles-Cayeux-Brighton, en 1936.

De nombreux peintres sont fascinés par les paysages du Crotoy : Alfred Sisley séjourne à de nombreuses reprises au Crotoy et y réalise quelques toiles, Toulouse-Lautrec effectua à la fin de sa vie de nombreux séjours de 1887 à 1900 dans une maison du centre-ville, « Les mouettes blessées », Georges Seurat vient en 1889 au Crotoy où il peint deux toiles : Le Crotoy amont représentant le bourg et Le Crotoy aval représentant la plage. Alfred Manessier « enfant » du Crotoy peint de très nombreuses toiles des port et paysages crotellois pendant un demi-siècle.

Quelques tableaux du Crotoy
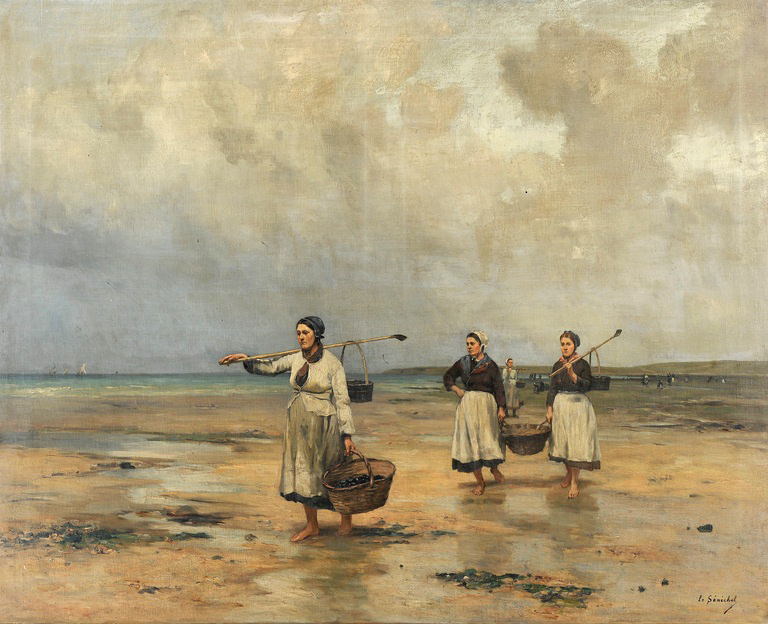
Gustave Le Sénéchal de Kerdréoret : Pêcheuses d'huîtres à l'embouchure de la Somme (XIXe siècle).
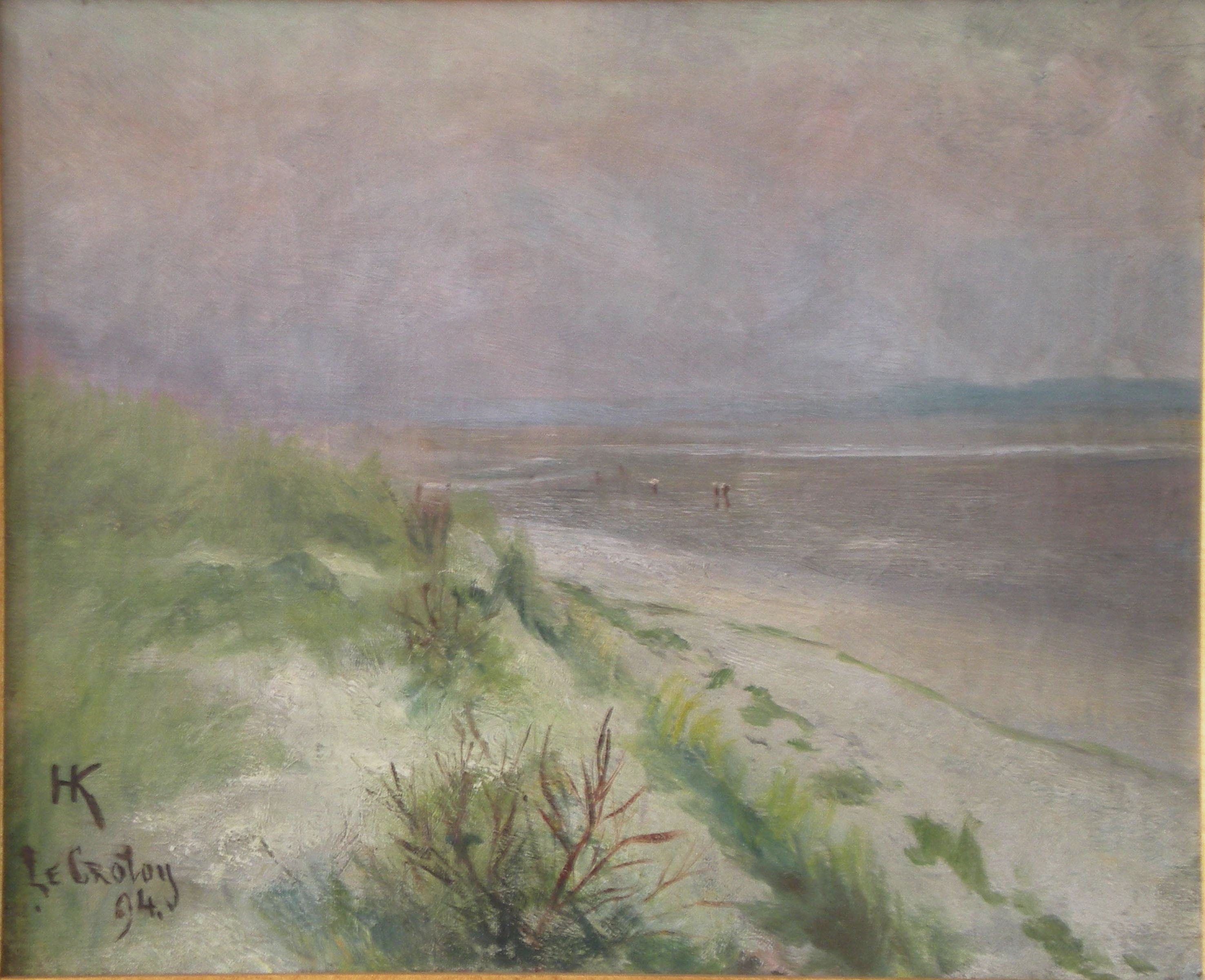
Hellewi Kullman : Paysage d'hiver en Picardie (1884).
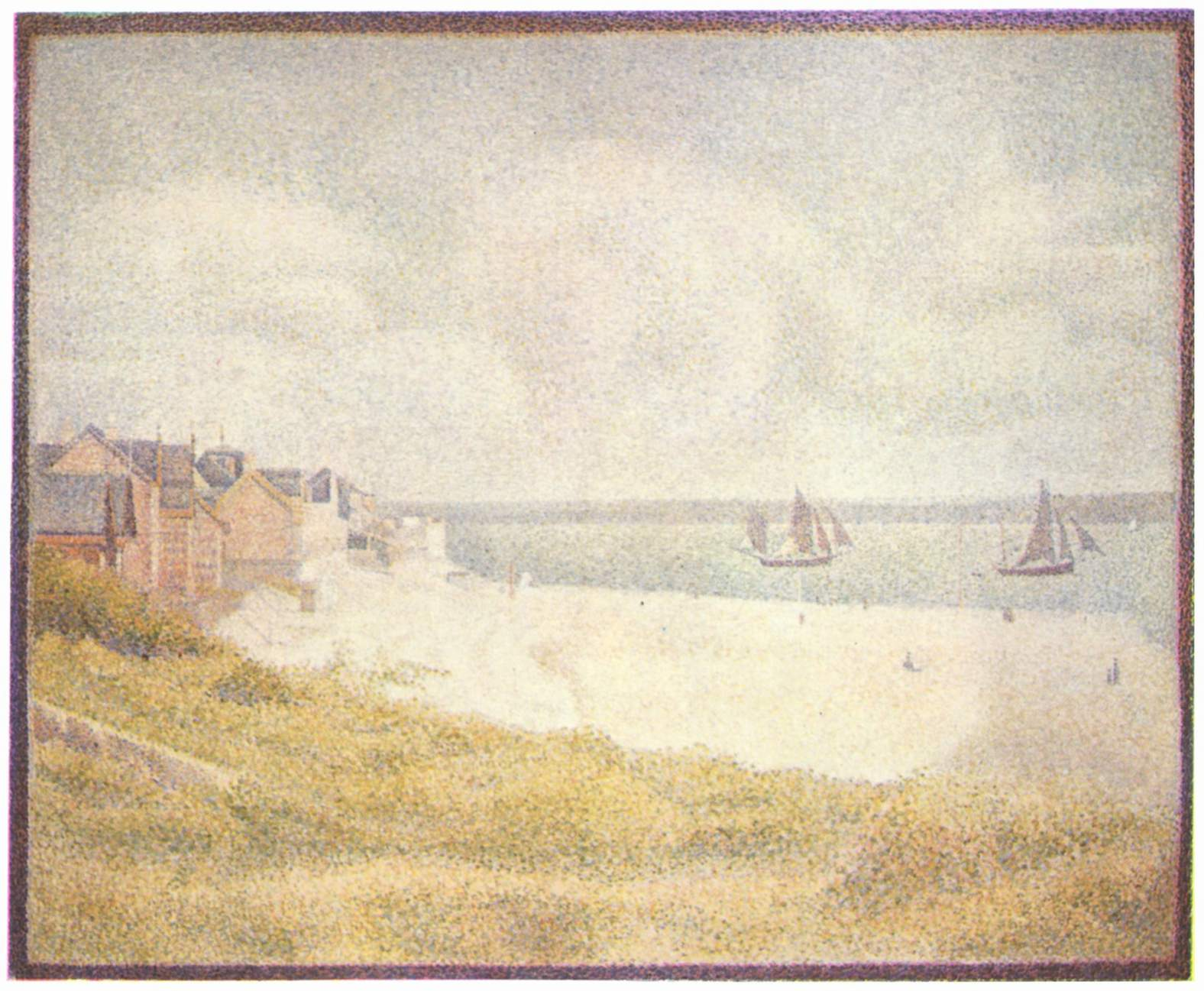
Georges Seurat, Le Crotoy aval (1889).
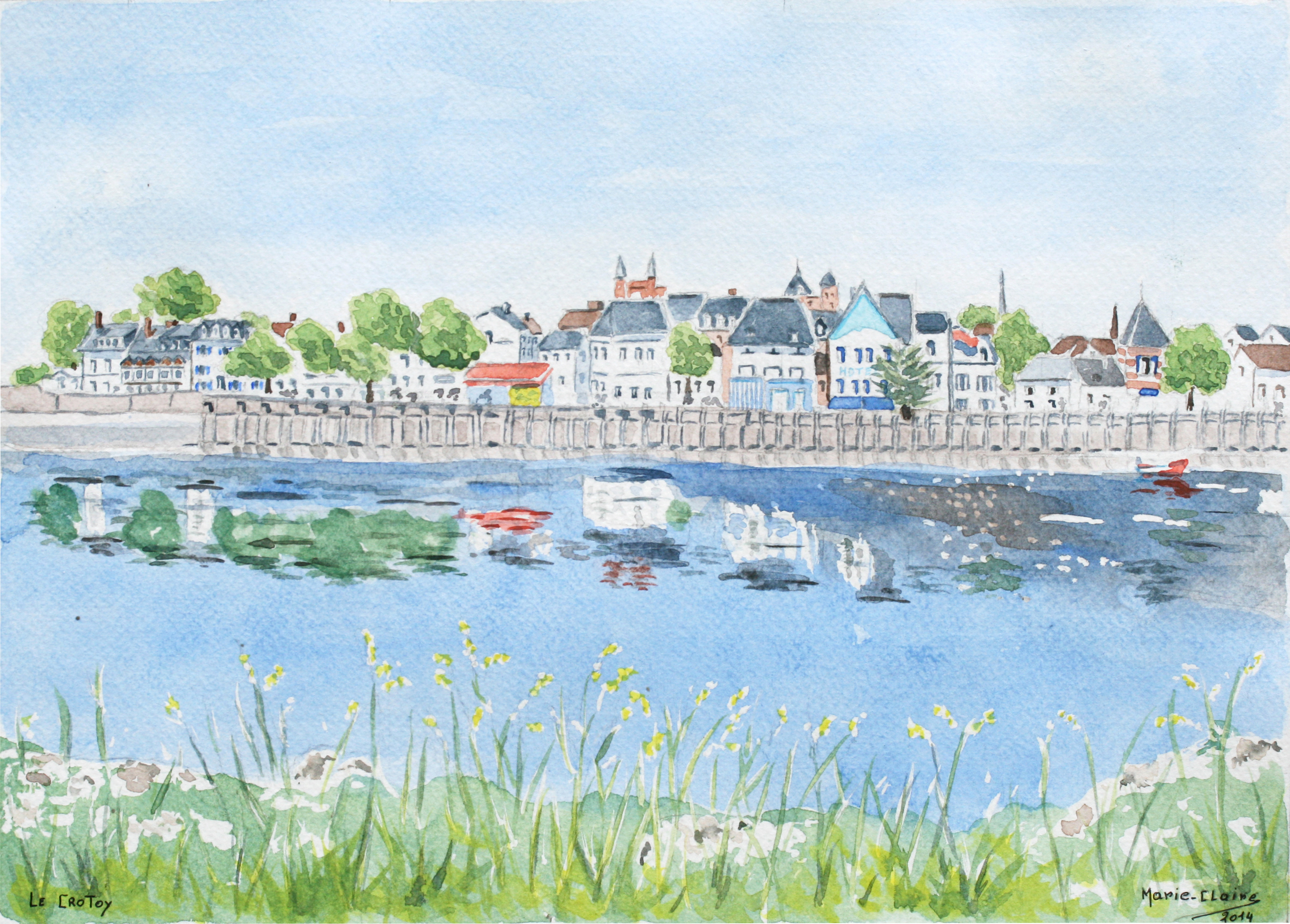
Marie-Claire Lefébure : Quai Courbet à Le Crotoy (2014).
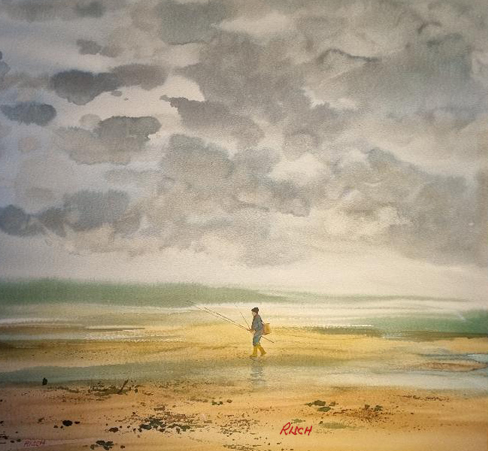
Pierre Risch, aquarelle : Pêcheur dans la baie du Crotoy.

Colette séjourne cinq ans au Crotoy, à partir de 1906, notamment durant l'été, dans la villa Belle-Plage, en compagnie de la fille du duc de Morny, Mathilde de Morny, et dans la « villa des Dunes ». Elle y rédige Les Vrilles de la vigne et La Vagabonde.
L'écrivain Paul Eudel, natif du Crotoy, y séjourne régulièrement et y rédige certaines de ses œuvres (parfois sous le pseudonyme de Paul du Crotoy).
Une des vastes maisons construites à l'emplacement de l'ancien château fort du Crotoy a été le manoir de la famille du poète élégiaque, Charles-Hubert Millevoye.

Le Crotoy au tout début du XXe siècle
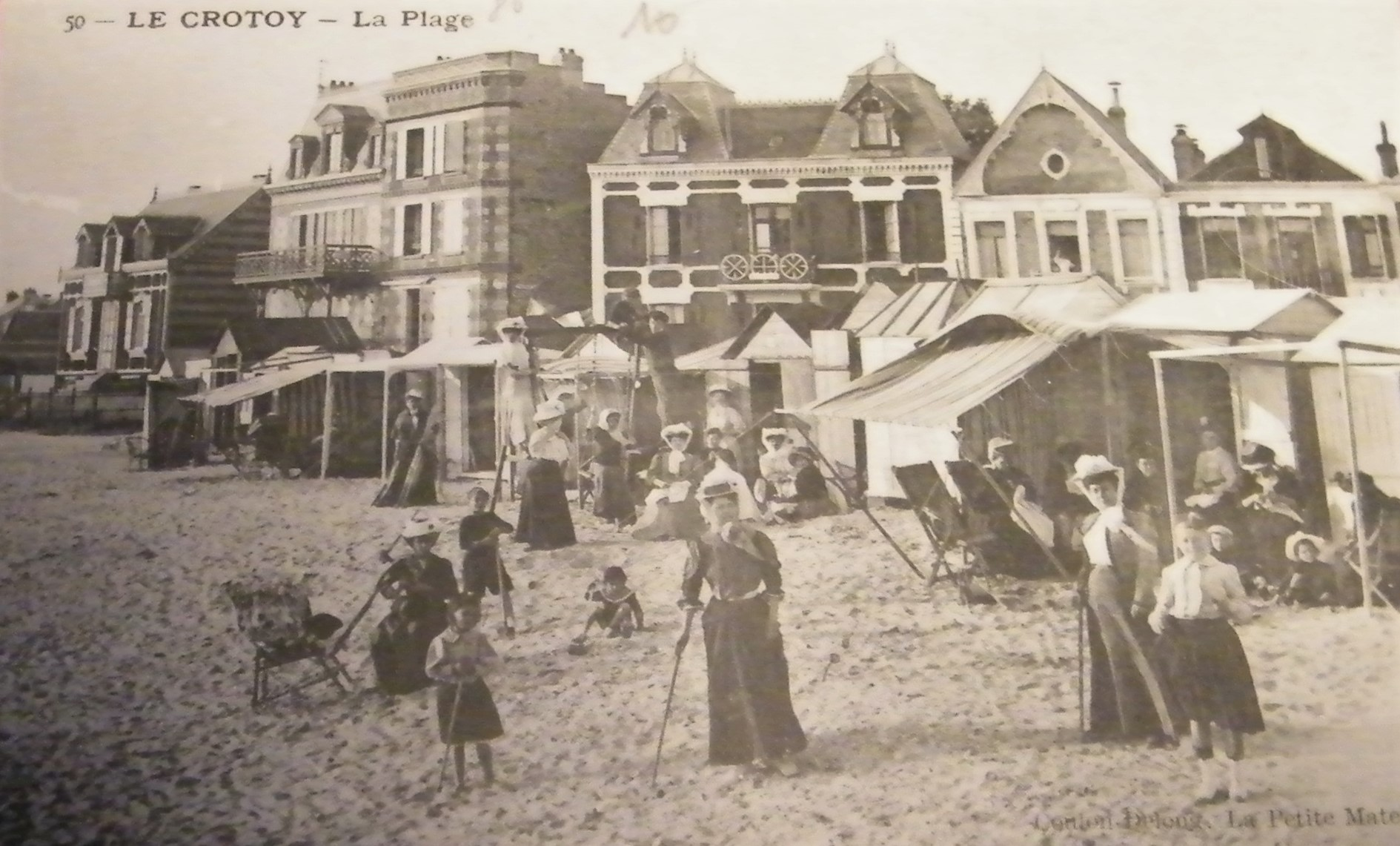
La plage.
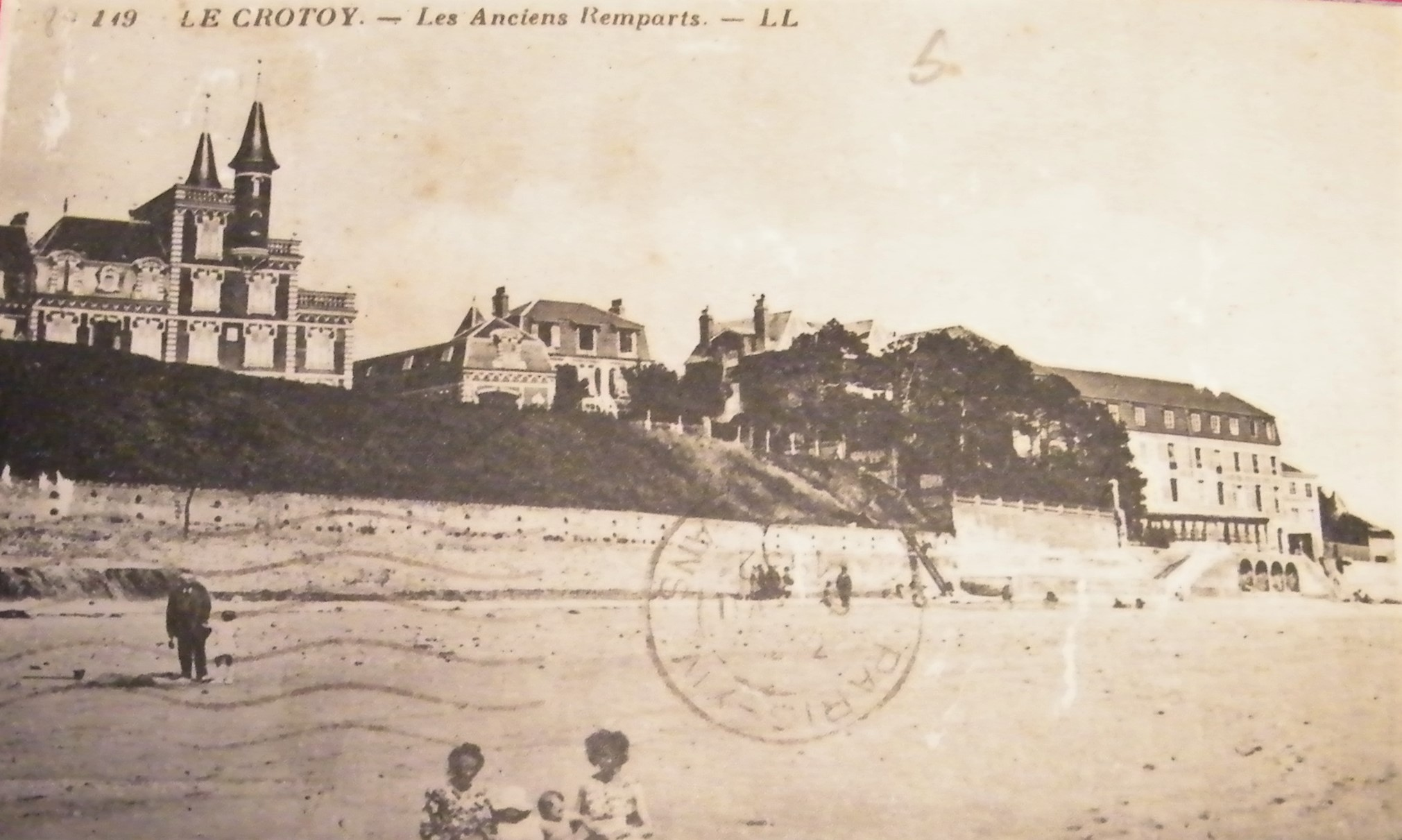
Les anciens remparts.
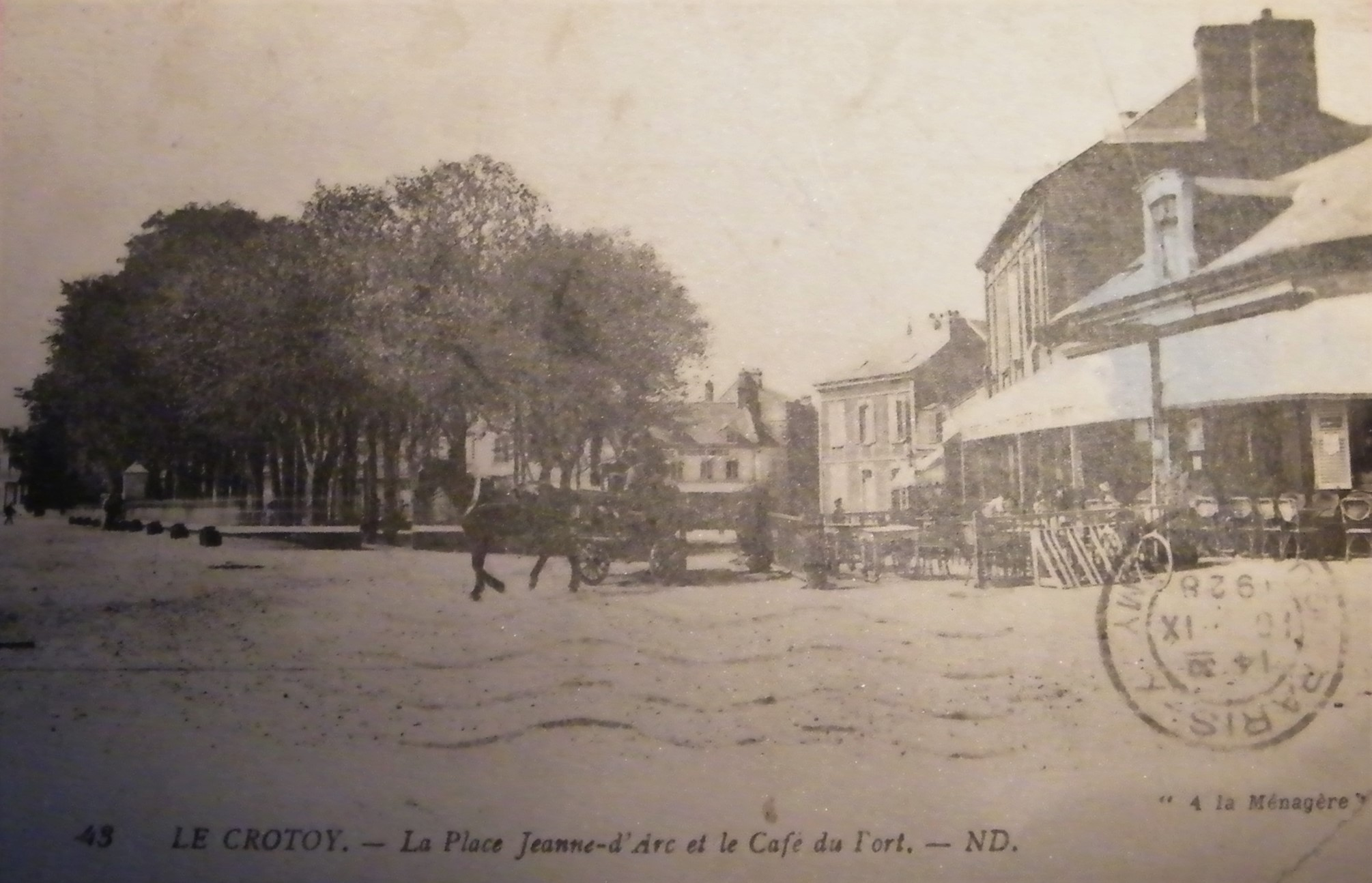
La place Jeanne-d'Arc et le Café du port.
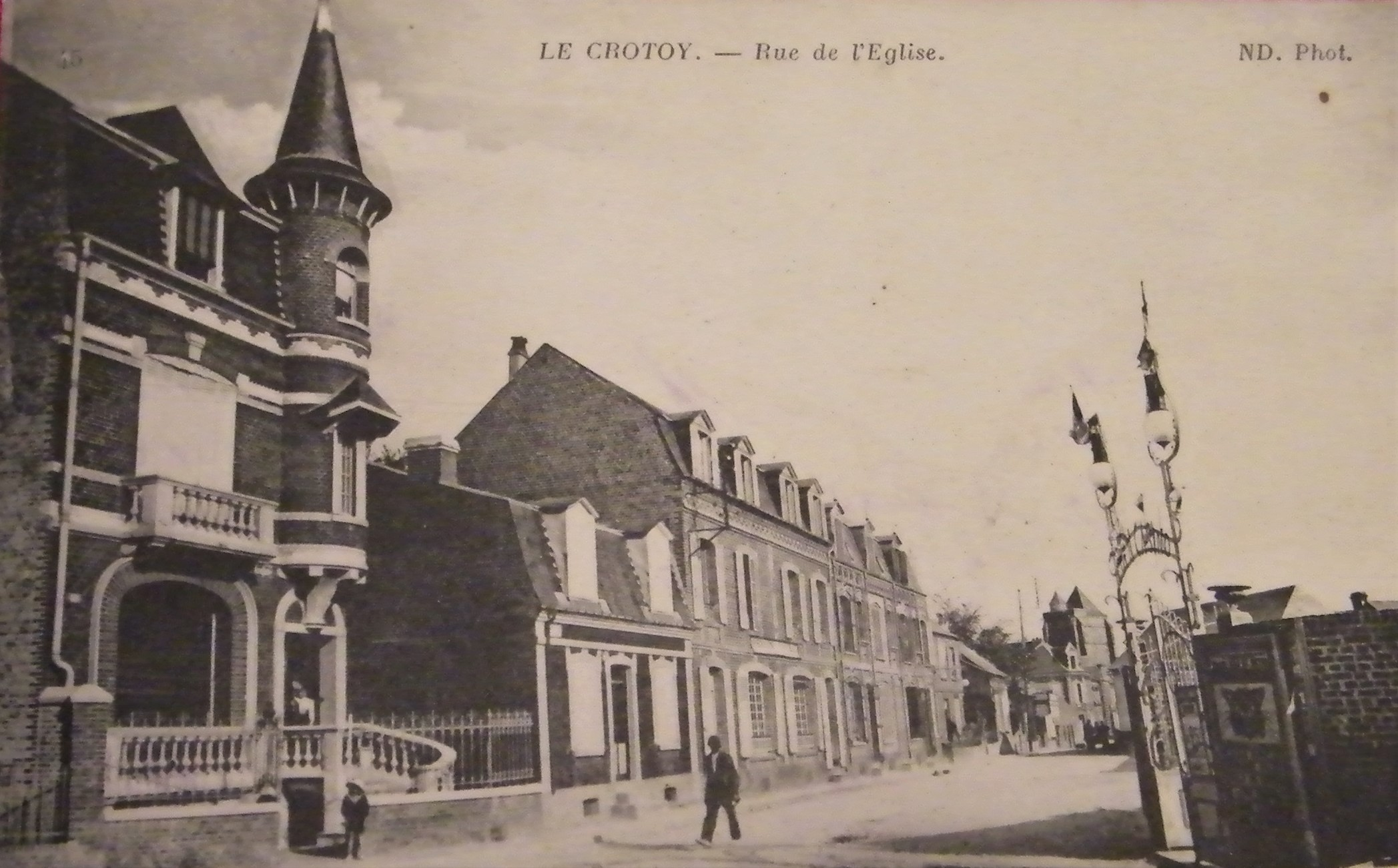
La rue de l'église.
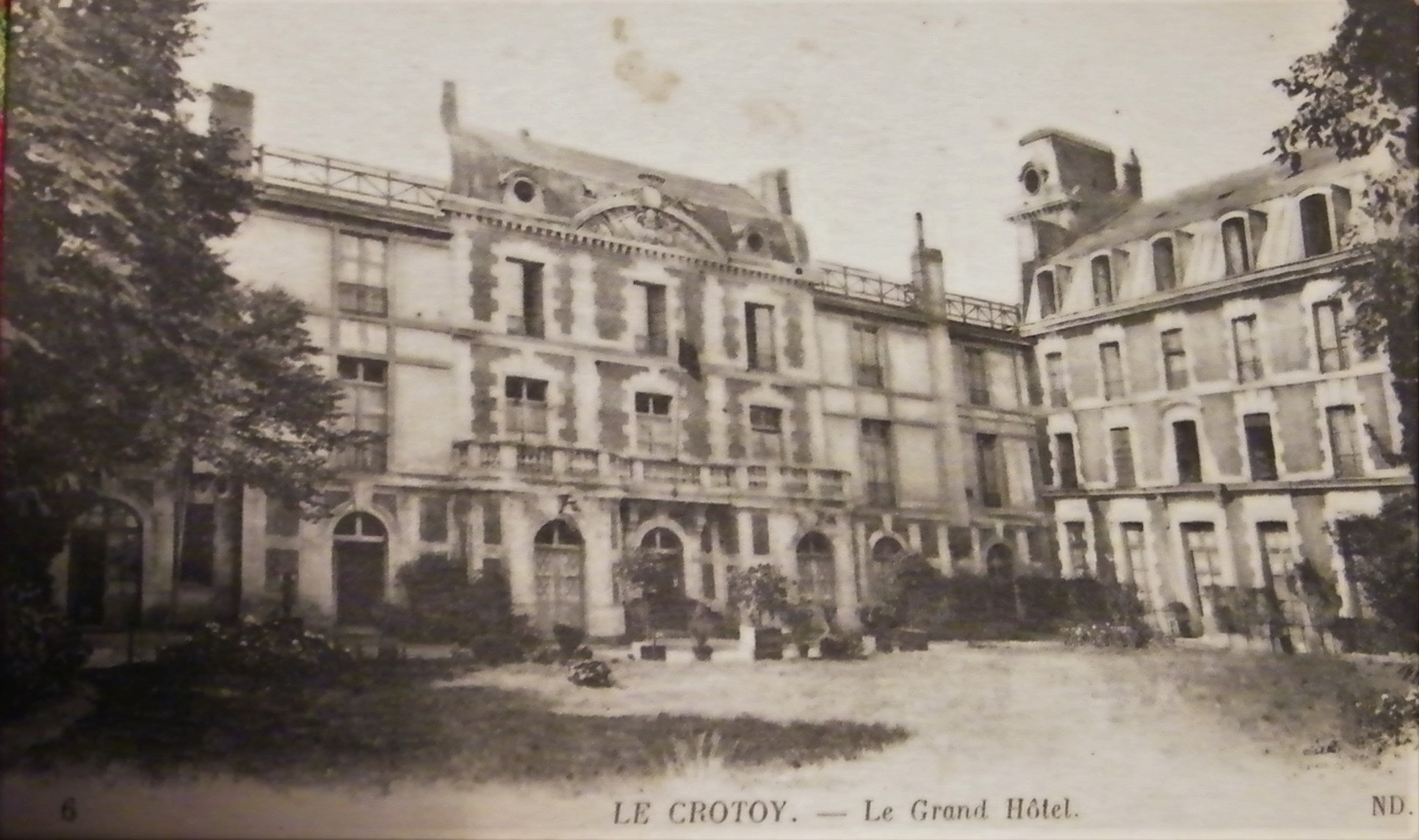
Le Grand hôtel.

#### Le Crotoy, un des berceaux de l'aviation

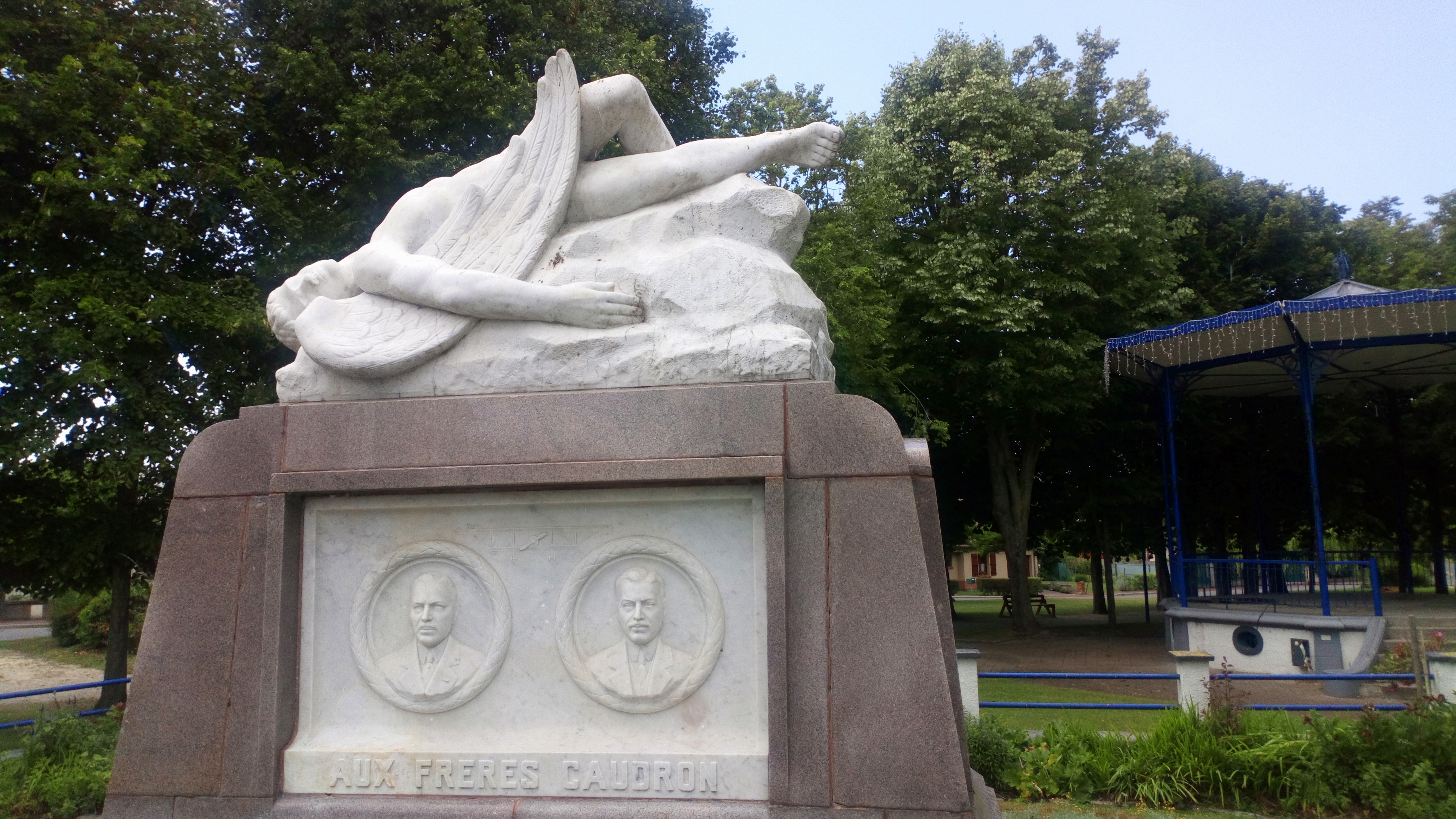
Monument aux Frères Caudronn sous l'allégorie d'Icare.

La commune fut également la terre d'élection des frères Caudron pionniers de l'aviation. De nombreux vols d'essais eurent lieu sur la plage. Le premier vol validé a lieu le 24 mai 1909. Dès 1910, les frères Caudron créent la toute première école de pilotage du monde, (école de pilotage Caudron du Crotoy) attirant dans la Somme de futurs grands aviateurs. En 1912, ils créèrent aussi le premier hydravion de l'histoire.
En 1913, l'école de pilotage se double d'une école militaire de pilotage. Cette école d'aviation militaire est l'une des plus importantes de la Première Guerre mondiale, avec celles situées sur les terrains proches des villes de Chartres, d'Istres, de Châteauroux, ou encore, d'Avord.
Durant l'année 1913, Gaston Caudron crée en Chine la première école de pilotage de ce pays. Il est le premier pilote à survoler la Cité interdite, lors de la livraison de douze biplans type G3 commandés par la Chine. 4 700 pilotes sont diplômés de l'école Caudron du Crotoy. C'est ici que la première femme américaine de couleur, Bessie Coleman, passe son brevet de pilote, ce qui lui est alors interdit aux États-Unis. Le roi des Belges Albert Ier vient visiter la plage et ses terrains d'aviation en 1920. L'École d'aviation quitte le Crotoy en 1928. L'entreprise de construction d'avions des frères Caudron est finalement rachetée en 1933 par le groupe Renault.

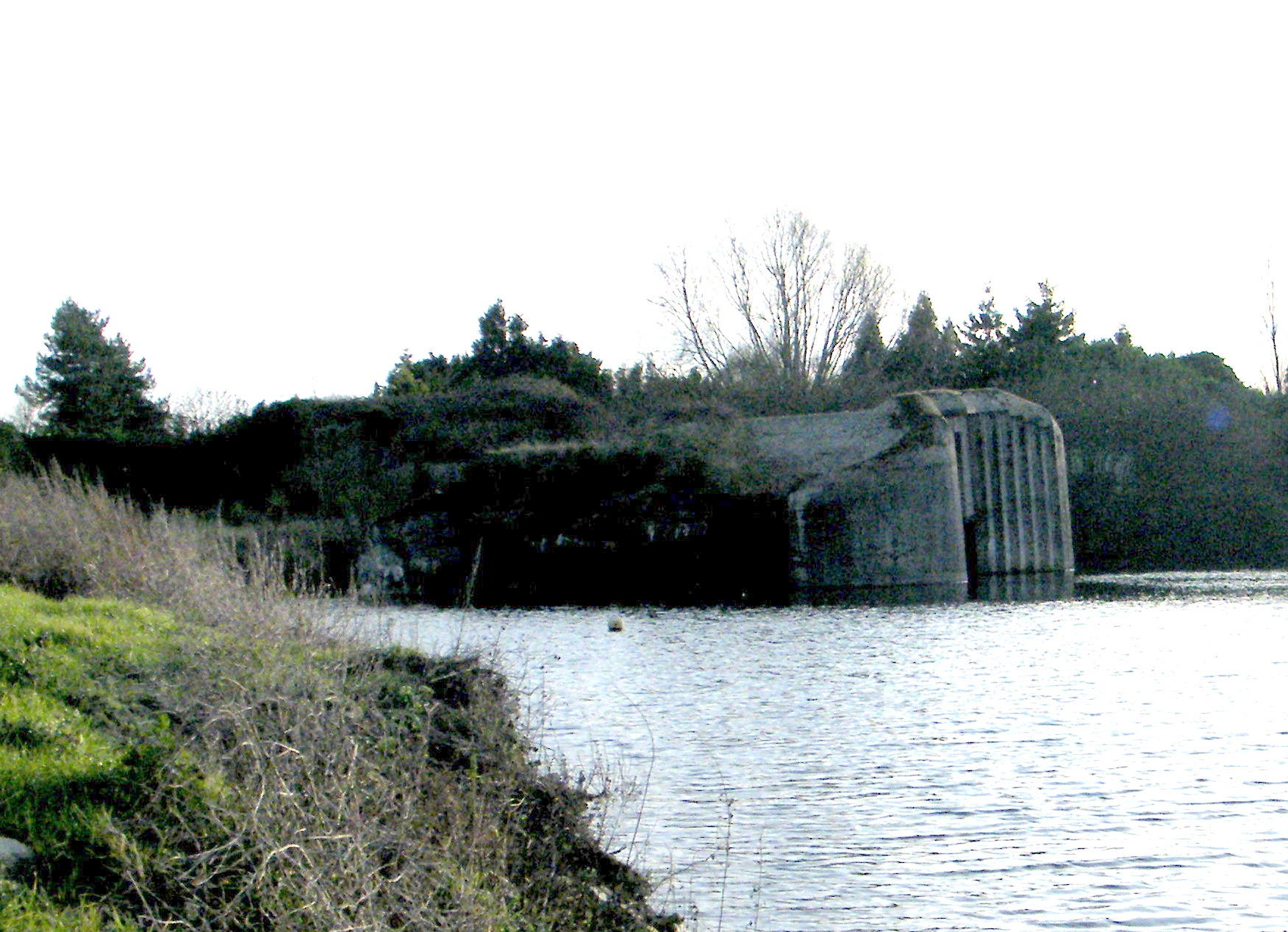
Blockhaus du Mur de l'Atlantique à Bihen.

## Politique et administration

### Rattachements administratifs et électoraux

#### Rattachements administratifs
La commune se trouve  dans l'arrondissement d'Abbeville du département de la Somme.
Elle faisait partie depuis 1793  du canton de Rue. Dans le cadre du redécoupage cantonal de 2014 en France, cette circonscription administrative territoriale a disparu, et le canton n'est plus qu'une circonscription électorale.

#### Rattachements électoraux
Pour les élections départementales, la commune est membre depuis 2014 d'un nouveau  canton de Rue
Pour l'élection des députés, elle fait partie de la troisième circonscription de la Somme.

### Intercommunalité
Le Crotoy était membre de la communauté de communes Authie-Maye, un établissement public de coopération intercommunale (EPCI) à fiscalité propre créé fin 2007 et auquel la commune avait transféré un certain nombre de ses compétences, dans les conditions déterminées par le code général des collectivités territoriales.
Dans le cadre des dispositions de la loi portant nouvelle organisation territoriale de la République du 7 août 2015, qui prévoit que les établissements publics de coopération intercommunale (EPCI) à fiscalité propre doivent avoir un minimum de 15 000 habitants, cette intercommunalité a fusionné avec sa voisine

### Liste des maires
| Période                                  | Période                    | Identité            | Étiquette | Qualité |
| ---------------------------------------- | -------------------------- | ------------------- | --------- | --- |
| Les données manquantes sont à compléter. |                            |                     |           | |
| 18 mai 1945                              | 1952                       | Alphonse Scholkopf  |           | Opticien, mort le 4 mars 1952. |
| 11 avril 1952                            | 1959                       | René Crépin         |           | Auparavant 1er adjoint d'Alphonse Scholkopf. |
| 20 mars 1959                             | 1960                       | Léandre Lebœuf      |           | |
| 28 février 1960                          | 1963                       | Jean Decas          |           | Chirurgien-dentiste. |
| décembre 1963                            | 1983                       | Oscar Deguine       |           | Après dissolution du conseil précédent, président de la délégation spéciale par décret du 13 décembre 1963, avec Denis Landrieu et Jean Moinot, jusqu'à son élection en 1964. Ancien militaire de carrière dans l'aviation. |
| 19 mars 1983                             | 2001                       | Jean-Louis Wadoux   | RPR       | Entrepreneur TP |
| 2001                                     | 2008                       | Roselyne Bourguelle | SE        | Commerçante-buraliste |
| mars 2008                                | avril 2014                 | Jean-Louis Wadoux   | UMP       | Entrepreneur TP Conseiller général de Rue (2004 → 2015) |
| avril 2014,                              | mai 2020                   | Jeanine Bourgau     | DVG       | Retraitée des services d'orientation de l'Éducation nationale |
| mai 2020,                                | En cours (au 8 avril 2022) | Philippe Évrard     |           | Vice-président de la CC Ponthieu-Marquenterre (2020 →) |

### Distinctions et labels
Le Crotoy est classé au concours des villes et villages fleuris : deux fleurs récompensent les efforts locaux en faveur de l'environnement.

## Équipements et services publics

### Enseignement

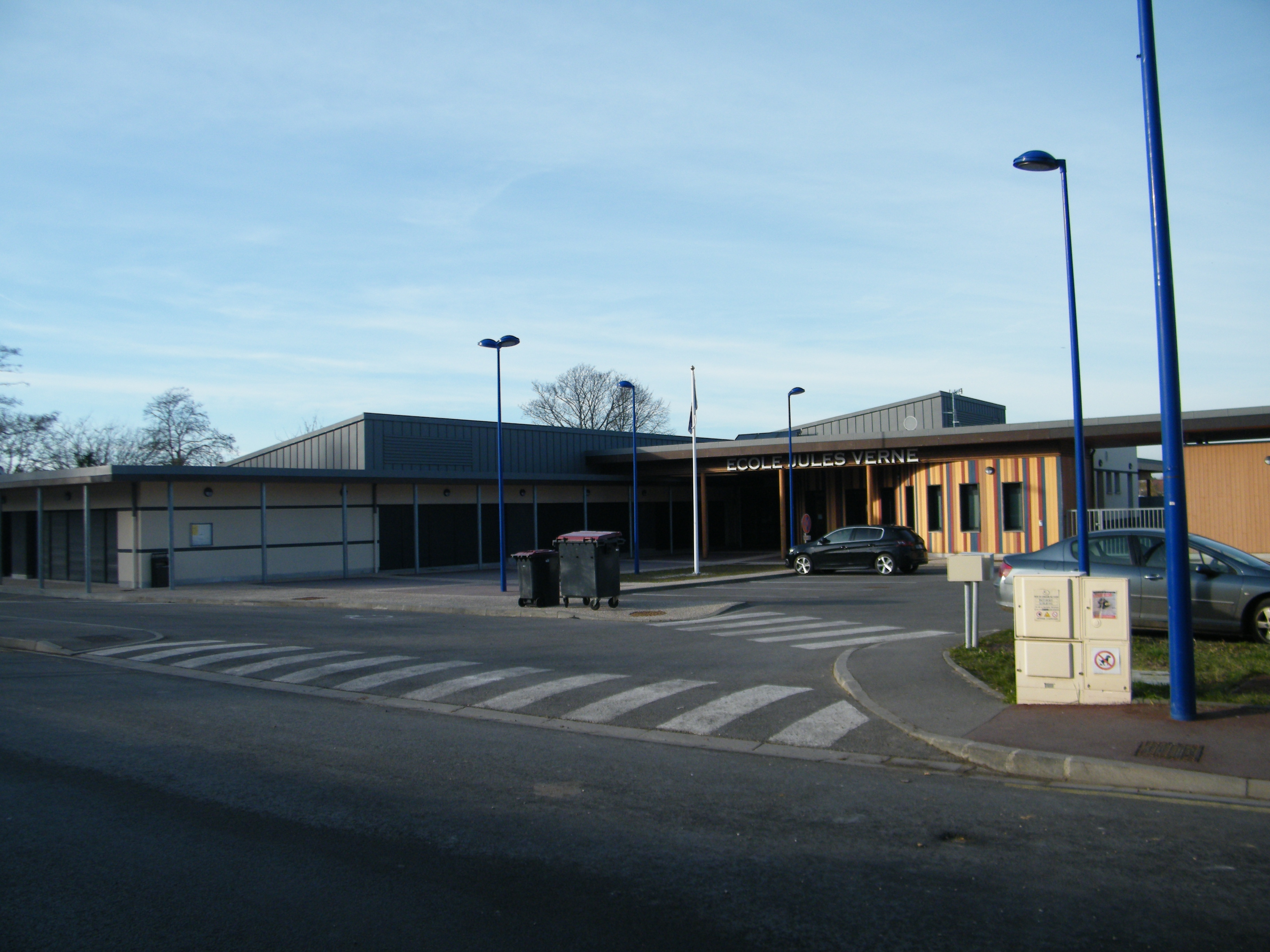
L'école intercommunale Jules Verne.

La communauté de communes Ponthieu-Marquenterre gère l'école primaire intercommunale Jules-Verne qui accueille les élèves du Crotoy et une partie de ceux des villages environnants. Ce regroupement pédagogique concentré concerne en effet également les villages de Favières, Saint-Quentin-en-Tourmont et Saint-Firmin-lès-Crotoy depuis mai 2015.
Un service de transport scolaire achemine les écoliers vers leur lieu d'enseignement.
La scolarité obligatoire se poursuit au collège de Rue. Le lycée Boucher de Perthes d'Abbeville accueille la suite des études qui peuvent se prolonger à l'université d'Amiens.

### Justice, sécurité, secours et défense
À l'instar de Saint-Valery-sur-Somme, la ville a instauré le stationnement payant sur tout son territoire. Les procès-verbaux dressés par la police municipale ne sont pas sans incidence sur les activités commerciales, artisanales et de restauration. Par ailleurs, cela permet un turn-over des véhicules dans les zones concernées. Cela permet d'avoir une plus grande affluence au niveau de la clientèle et de laisser aux touristes la chance de trouver une place de stationnement proche des commerces et du centre-ville, en évitant que les véhicules ne fassent ventouse toute la journée au même endroit.

## Population et société

### Démographie

#### Évolution démographique
L'évolution du nombre d'habitants est connue à travers les recensements de la population effectués dans la commune depuis 1793. Pour les communes de moins de 10 000 habitants, une enquête de recensement portant sur toute la population est réalisée tous les cinq ans, les populations de référence des années intermédiaires étant quant à elles estimées par interpolation ou extrapolation. Pour la commune, le premier recensement exhaustif entrant dans le cadre du nouveau dispositif a été réalisé en 2007.

En 2022, la commune comptait 1 965 habitants, en évolution de −3,86 % par rapport à 2016 (Somme : −1,26 %, France hors Mayotte : +2,11 %).
| 1793 | 1800 | 1806  | 1821 | 1831  | 1836  | 1841  | 1846  | 1851  |
| ---- | ---- | ----- | ---- | ----- | ----- | ----- | ----- | ----- |
| 924  | 887  | 1 196 | 961  | 1 152 | 1 248 | 1 211 | 1 171 | 1 176 |

| 1856  | 1861  | 1866  | 1872  | 1876  | 1881  | 1886  | 1891  | 1896  |
| ----- | ----- | ----- | ----- | ----- | ----- | ----- | ----- | ----- |
| 1 216 | 1 411 | 1 509 | 1 567 | 1 585 | 1 761 | 1 962 | 2 041 | 2 262 |

| 1901  | 1906  | 1911  | 1921  | 1926  | 1931  | 1936  | 1946  | 1954  |
| ----- | ----- | ----- | ----- | ----- | ----- | ----- | ----- | ----- |
| 2 342 | 2 562 | 2 556 | 2 724 | 2 654 | 2 547 | 2 894 | 2 719 | 2 726 |

| 1962  | 1968  | 1975  | 1982  | 1990  | 1999  | 2006  | 2007  | 2012  |
| ----- | ----- | ----- | ----- | ----- | ----- | ----- | ----- | ----- |
| 2 481 | 2 412 | 2 429 | 2 347 | 2 440 | 2 439 | 2 331 | 2 314 | 2 138 |

| 2017  | 2022  | - | - | - | - | - | - | - |
| ----- | ----- | - | - | - | - | - | - | - |
| 2 012 | 1 965 | - | - | - | - | - | - | - |

#### Pyramide des âges
La population de la commune est relativement âgée.
En 2018, le taux de personnes d'un âge inférieur à 30 ans s'élève à 27,9 %, soit en dessous de la moyenne départementale (36,4 %). À l'inverse, le taux de personnes d'âge supérieur à 60 ans est de 39,4 % la même année, alors qu'il est de 26,0 % au niveau départemental.
En 2018, la commune comptait 965 hommes pour 1 037 femmes, soit un taux de 51,80 % de femmes, légèrement supérieur au taux départemental (51,49 %).
Les pyramides des âges de la commune et du département s'établissent comme suit.
| Hommes | Classe d’âge | Femmes |
| ------ | ------------ | ------ |
| 0,7    | 90 ou +      | 1,3    |
| 9,5    | 75-89 ans    | 13,5   |
| 27,1   | 60-74 ans    | 26,5   |
| 20,8   | 45-59 ans    | 18,9   |
| 13,4   | 30-44 ans    | 12,6   |
| 14,8   | 15-29 ans    | 15,5   |
| 13,7   | 0-14 ans     | 11,8   |

| Hommes | Classe d’âge | Femmes |
| ------ | ------------ | ------ |
| 0,6    | 90 ou +      | 1,8    |
| 6,7    | 75-89 ans    | 9,4    |
| 17,2   | 60-74 ans    | 18,1   |
| 19,8   | 45-59 ans    | 19,1   |
| 18,2   | 30-44 ans    | 17,5   |
| 19,4   | 15-29 ans    | 18     |
| 18,2   | 0-14 ans     | 16,2   |

### Manifestations culturelles et festives

#### Festival de l'oiseau
Cette manifestation d'ornithologie se déroule chaque année depuis 1991 au mois d'avril, en baie de Somme (festival de l'oiseau et de la nature). Célèbre dans ce domaine, elle présente des films naturels principalement basés sur l'observation des oiseaux, mais s'étendant aussi à d'autres espèces animales.

#### Peinture
La tradition artistique se perpétue aujourd'hui par des galeries d'artistes et le Local à chalut, lieu authentique réhabilité par la commune pour des expositions de peinture.
Des stages de peinture en baie sont proposés toute l'année.

#### Sports et loisirs
La chasse au gibier d'eau est une activité traditionnelle. Soit à la botte, soit à la hutte ou au hutteau (trou de la longueur d'une personne sur 1,20 m de large et de 0,30 m de profondeur où on dépose de la paille, et recouvert d'une toile couleur sable, la toile est posée sur 3 à 4 tiges de bois piquées dans le sable en forme d'arceau pour donner une forme bombée au hutteau). Le chasseur installe un hutteau à environ 20 mètres d'un cours d'eau ou d'une flaque d'eau où il dépose des appelants plastiques et vivants. Il peut y passer la nuit ou la journée. Il est possible de découvrir cette chasse ancestrale auprès de chasseurs mais aussi de guides nature (voir rubrique Tourisme).
Le Crotoy est une station de chars à voile, vols à voile et autres sports de glisse, un plan d'eau douce pour la voile, un port de plaisance, un club de navigateurs, des associations de randonnées en baie de Somme.
Un club de football et un centre équestre fédèrent les amateurs de ballon rond et d'équitation.

#### La transhumance des moutons
Le Crotoy vivait, chaque année, un événement particulier, suivi par des milliers de personnes, appelé la transhumance des moutons de prés salés de la baie de Somme. Les éleveurs faisaient remonter les animaux de leurs pâtures salées de la baie, sur la terre ferme afin de les mettre à l'abri pour l'hiver. C'était l'occasion d'une grande fête sur le port avec notamment des stands d'éleveurs locaux qui présentaient leurs produits. Réputé pour son goût et sa finesse, l'agneau de prés salés de la baie de Somme est une appellation d'origine contrôlée (AOC). Pour des raisons essentiellement administratives, cette fête n'existe plus depuis 2008.

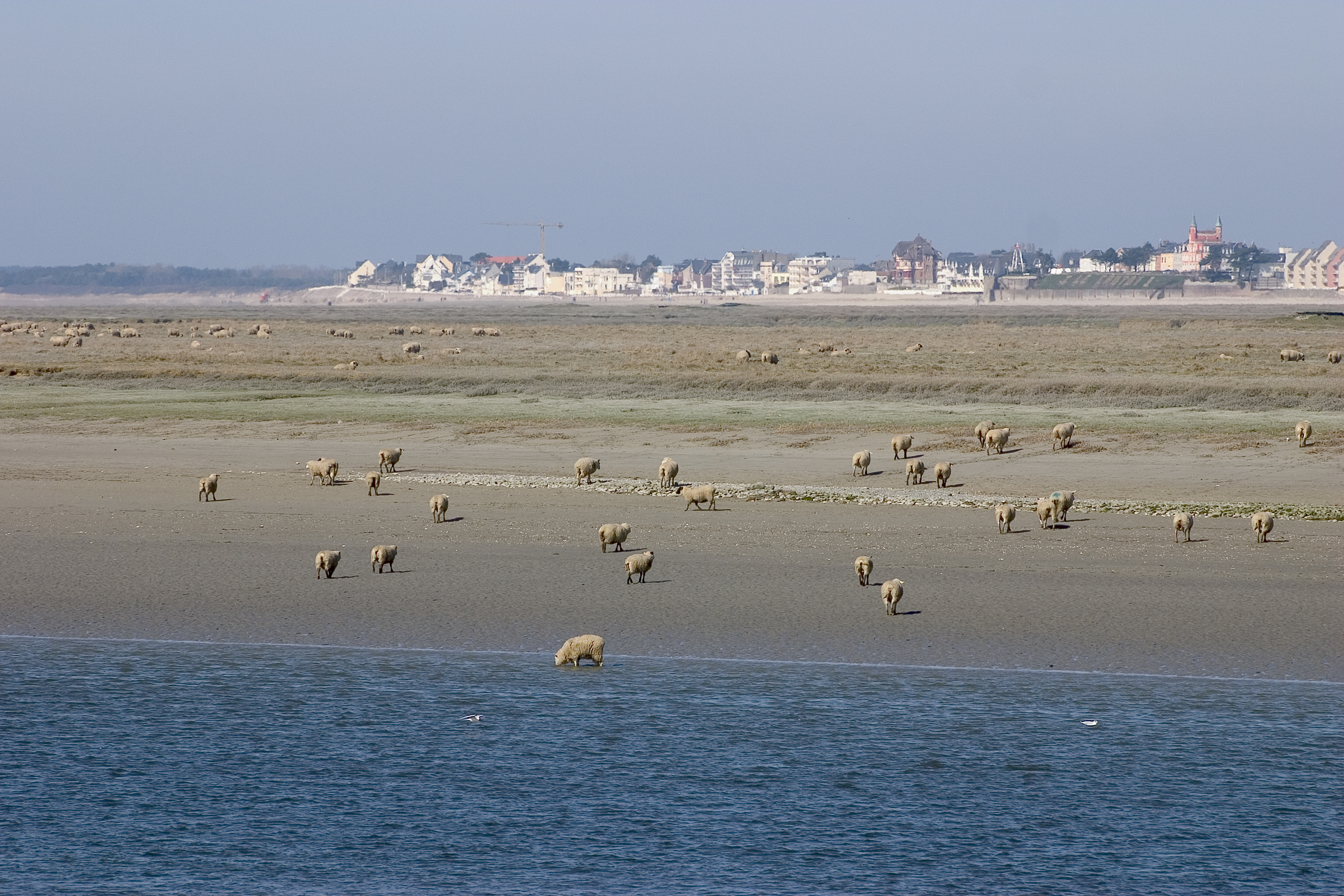
Les moutons devant Le Crotoy.
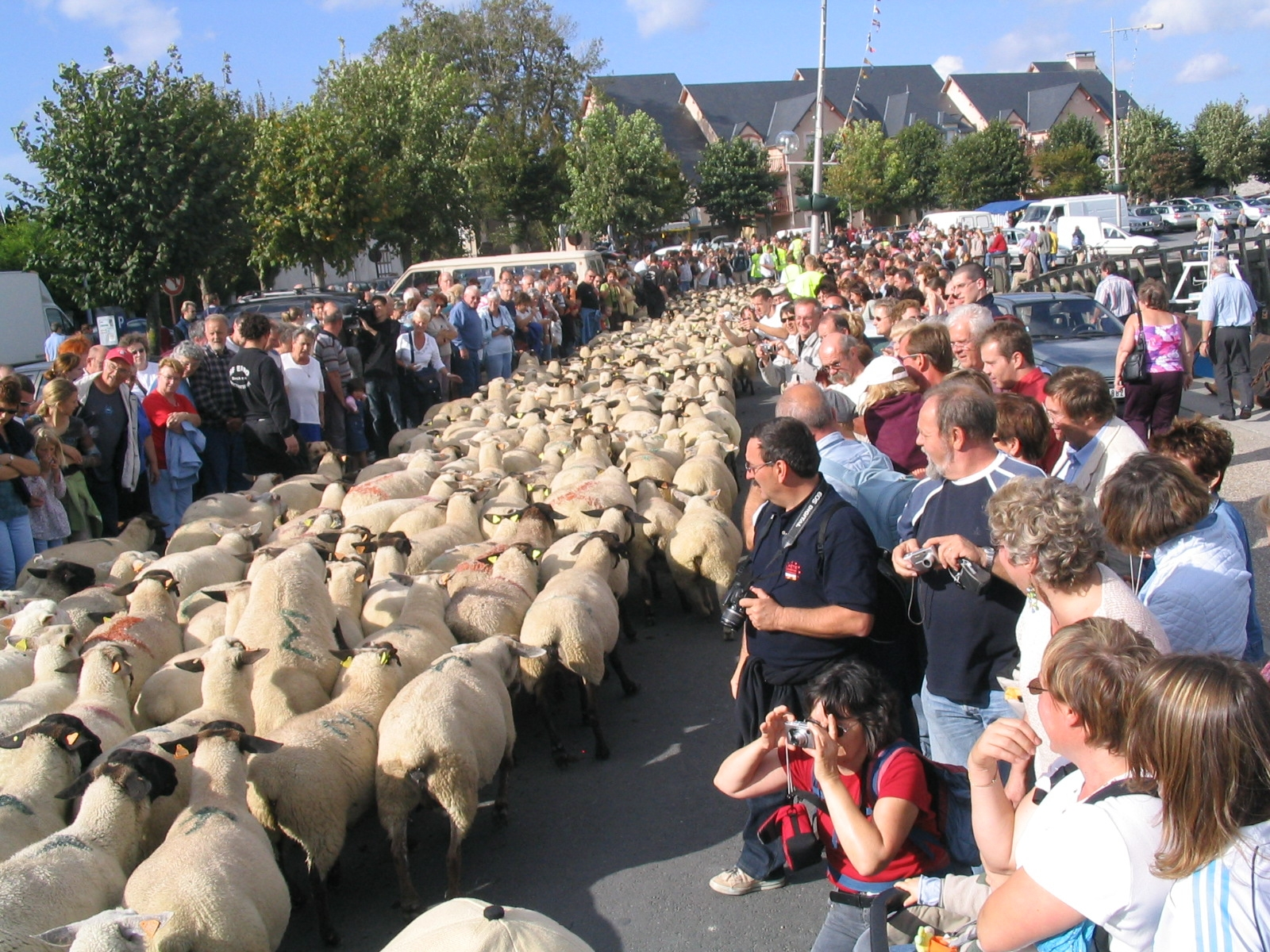
La transhumance des moutons de prés salés à l'approche de l'hiver.

#### La Transbaie
Chaque année, aux environs du mois de juin, Le Crotoy abrite également une course à pied, mobilisant des milliers de sportifs amateurs, appelée Transbaie. Celle-ci consiste à effectuer un aller-retour à travers la baie de Saint-Valery-sur-Somme au Crotoy, soit un peu plus d'une quinzaine de kilomètres aller-retour.
En 2009, la Transbaie s'est déroulée le 19 avril et près de 5 000 coureurs ont pris le départ de la course.
La course est ensuite limitée à 6 500 coureurs pour des raisons de sécurité.
En 2018, après 98 ans d'existence, le club local de football s'associe à celui de Rue pour continuer d'exister.

## Économie
La localité est aujourd'hui une station balnéaire. Son centre-ville, son activité à l'année, sa plage, son port, ses activités touristiques, ses capacités d'hébergement, son site protégé, le parc du Marquenterre, et la réserve naturelle de la baie constituent des atouts importants. Un réseau de pistes cyclables dessert Le Crotoy.
Le centre-ville offre les commerces et artisanats de proximité, hôtels, restaurants, galeries d'art, services de santé, écoles…
Une dizaine de chalutiers de pêche mouillent dans le port du Crotoy. À cela s'ajoutent des activités de pêche à pied, de cueillette de salicorne, d'aster maritime dans les mollières (nom picard des prés-salés) de la baie de Somme.

### Secteur de la pêche et de la conchyliculture
L'une des activités historiques du Crotoy est la pêche, pêche en mer et surtout pêche à pied pour les coques, salicornes.
- Moules : depuis 1981 à l'initiative de MM. Godefroy et Tessier (conchyliculteurs respectivement originaires du Cotentin et de Vendée), la mytiliculture s'est développée sur le littoral picard[64]. Il s'agit ici d'une culture de moule de bouchots, considérée comme l'une des alternatives au recul du poisson (notamment lié à la pollution de la Somme, à la surpêche et/ou à l'ensablement de la baie, car l'ensablement constant de la baie a limité l'accès des chalutiers au port de pêche du Crotoy, au profit du port du Tréport où ils vont s'amarrer). En 1983, une Coopérative Maritime Conchylicole de la Baie de Somme (CMCS) réunit 30 personnes : des professionnels promouvant l'expérience et quelques hénonniers volontaires, sélectionnés par les Affaires Maritimes ; elle sera dissoute en 1995 à la suite de mésententes entre ses membres
Tout à la fin du XXe siècle, après une vingtaine d'années de développement, la zone mytilicole mesure 5 à 6 km de long et s'étend au nord de la baie de Somme (sur la zone intertidale des communes de Quend-Plage et de Saint-Quentin-en-Tourmont) y rappelant le paysage littoral d'Utah Beach (dans l'Est-Cotentin)[64]. Les bouchots sont installés en alignements de 100 m de long environ, perpendiculaires au trait de côte. Plus d'une dizaine de concessions se suivent avec en leur centre plusieurs vestiges d'épaves.

Depuis 2010, un centre conchylicole est destiné à un groupement d'intérêt économique (GIE), « Produits de la mer », qui regroupe 14 mytiliculteurs (donnée 2015)  venant y purifier - avant la vente - leurs moules de bouchot des gisements de Quend-Plage (nord de la baie de Somme). Il est géré par Veolia (délégataire de service public), qui connait périodiquement des problèmes sanitaires liés à un phénomène printanier dit « placage de vase », connu depuis 1996 comme cause de mortalité massive de moules (80 % de pertes en 1996). Il s'agirait en réalité d'une prolifération d'une annélide tubicole de la famille des spionidae du genre Polydora, espèce commune qui ici présente un comportement inexpliqué de prolifération sur les pieux à moules (jusqu'à 500 000 vers par m2). À marée montante, ces moules baignent dans le « fleuve marin côtier » d'eau saumâtre constitué des eaux de l'estuaire de la Somme emportées vers le nord. La production est passée de 174 tonnes (sur 7 500 pieux d'origine) en 1983 à 350 t en 1985 puis 1 000 t en 1986.
- Coques : La baie de Somme, avec ses « hénonnières » (nom provenant de celui des colonies de coques parfois dites « hénons ») est la première zone de production française. La récolte a lieu d'octobre à fin mars, par environ 200 pêcheurs à pied professionnels. 
Le port du Crotoy doit à cette pêche sa première place nationale[66].

### Cueillette
La commune vit aussi au rythme de la cueillette d'une plante marine, la Salicorne (Salicornia europea), que l'on peut consommer comme légume tel les haricots verts, ou comme condiment préparé comme les cornichons.
On cueille également les « Oreilles de cochon », feuilles jeunes de l'Aster maritime. Elles sont préparées en légume comme les épinards pour accompagner viandes rouges, poissons, etc. On peut aussi, comme pour la salicorne, les préparer comme condiment.
Ces plantes sont caractéristiques des « prés salés » appelés aussi « mollières » en baie de Somme.

### Tourisme balnéaire
Le magazine L'Express l'a classé en 2004 parmi les plus beaux et recherchés villages de France. La commune a une longue tradition balnéaire (premier établissement de bains en 1846, création du Syndicat des baigneurs en 1907, et du Syndicat d'initiative en 1922). Elle offre aujourd'hui toutes les prestations d'une station balnéaire: bains de mer sur la plage orientée plein sud, une résidence « Pierre et vacances » avec piscine, de nombreux hôtels, chambres et maisons d'hôtes… Le tourisme naturel s'est aussi développé à travers de nombreux guides nature qui se sont installés au Crotoy et proposent notamment de réaliser des traversées de la baie de Somme ou la découverte des phoques.

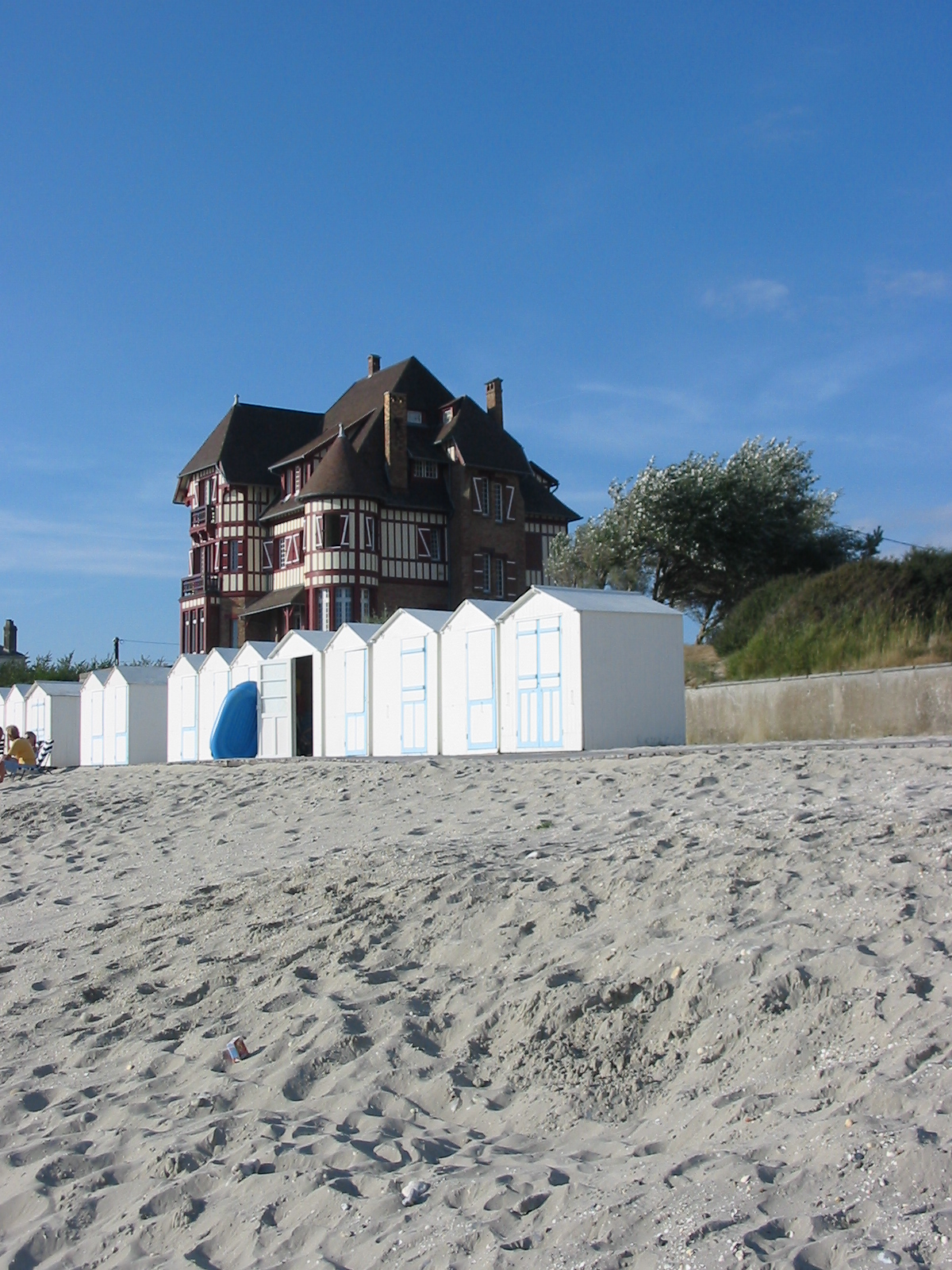
Cabines de plage au Crotoy.
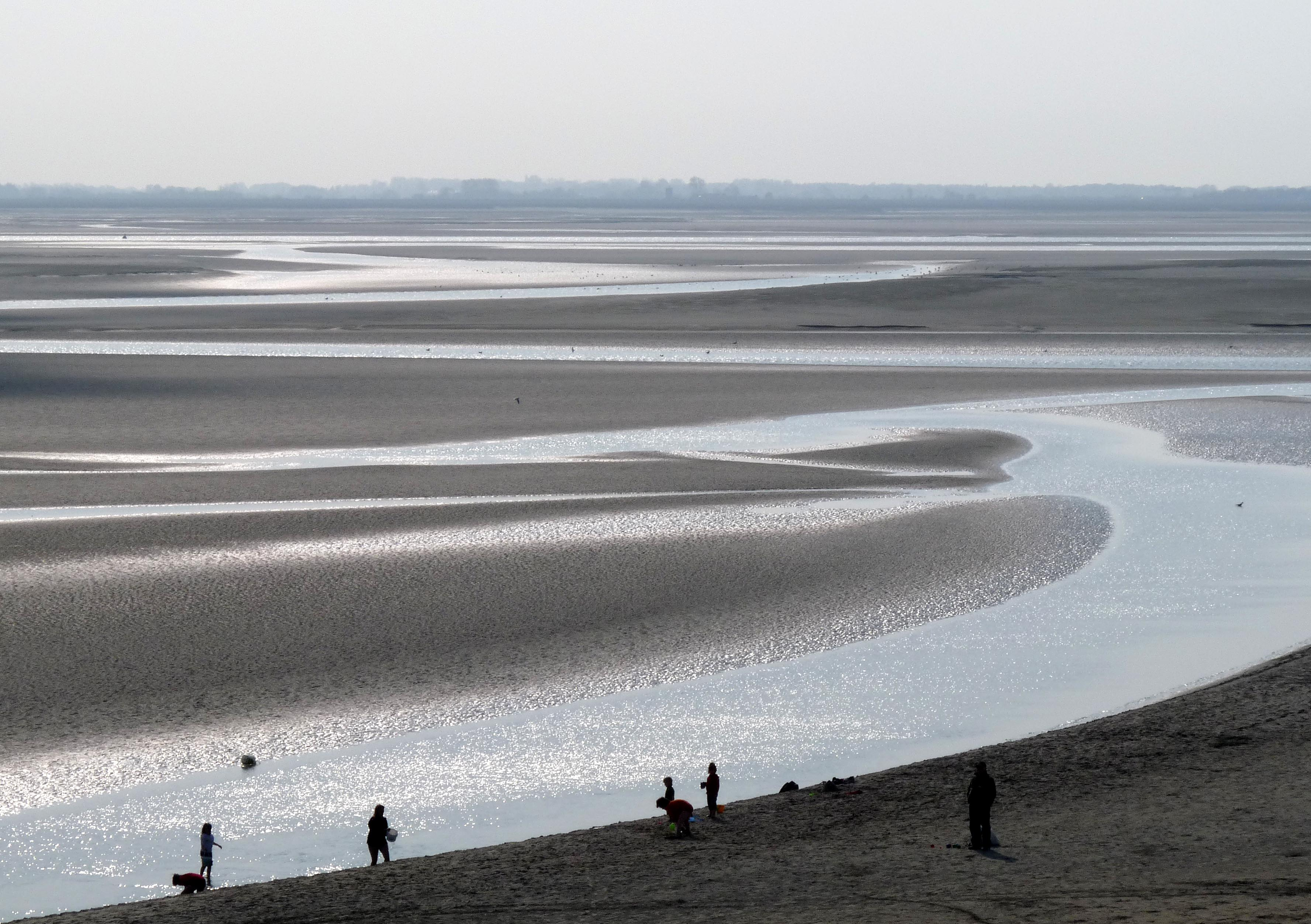
La Baie de Somme.
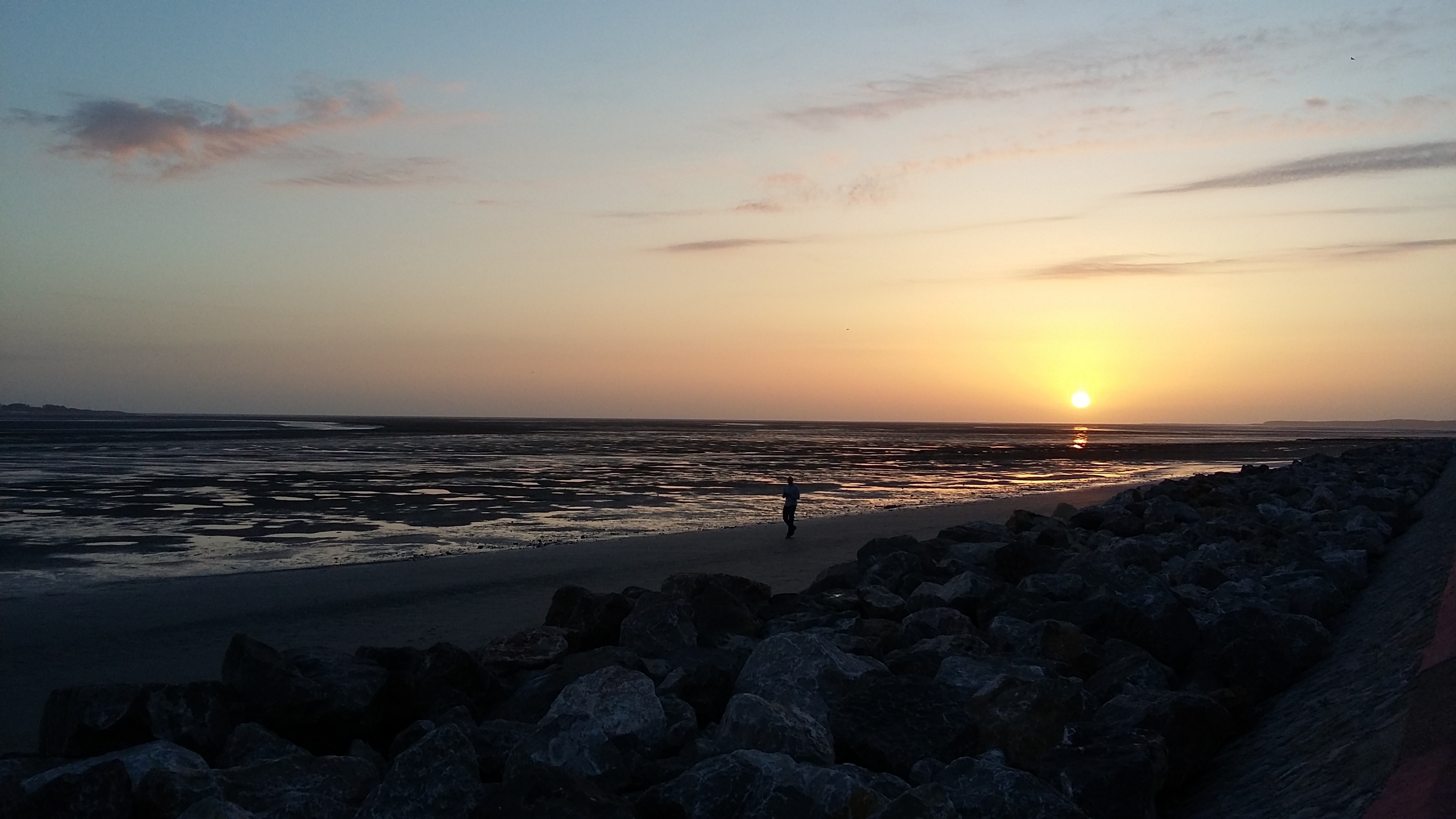
Coucher de soleil sur la Baie de Somme depuis Le Crotoy.

## Culture locale et patrimoine

### Lieux et monuments
- Église Saint-Pierre, reconstruite en 1863. 
La tour-façade est du XIIIe siècle. À l'intérieur, on peut découvrir un plan ancien du Crotoy avec sa forteresse, un retable du XVe retraçant la vie de saint Honoré, des ex-voto sous forme de navires…

- Église de Saint-Firmin, située dans le hameau de Saint-Firmin-lès-Crotoy dont le cimetière comporte le monument aux morts des deux guerres mondiales.

- Vestiges du château fort :
Il ne reste que quelques vestiges de la forteresse où fut détenue Jeanne d'Arc : les bases d'une tour dite « tour Jeanne d'Arc » avec les restes de remparts du XIIe siècle.
- Le Chemin de fer de la baie de Somme est un chemin de fer touristique faisant le tour de la baie avec des locomotives à vapeur. Autrefois ligne régulière des Chemins de fer départementaux de la Somme  à voie métrique allant du Crotoy à Noyelles-sur-Mer où se faisait la correspondance avec la ligne Paris - Calais.

- Le cimetière communal du Crotoy - Commonwealth :

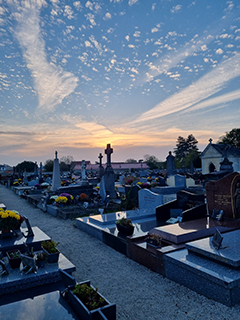
Le cimetière communal du Crotoy allée des bouleaux

Le cimetière contient quatre sépultures du Commonwealth de la Première Guerre Mondiale et quatre de la Seconde Guerre Mondiale.
- Victimes identifiées de la Première Guerre Mondiale : Royaume-Uni 4.
- Victimes identifiées de la Seconde Guerre Mondiale : Royaume-Uni 3, Pologne 1. 
- Le cimetière communal du Crotoy s’étire de l’entrée du 86 rue Carnot, en passant par l’Allée du Souvenir Français qui conduit au cimetière Militaire pour aboutir à l’entrée du 23 avenue Charles de Gaulle, face à l’Espace Sportif Michel Maquet dont la sépulture se trouve Allée des Noyers (Michel Maquet, 1932-2002, recordman de France du javelot de 1954 jusqu’en 1979, 56 sélections internationales, participations à trois jeux olympiques, et capitaine de l’équipe de France d’athlétisme dans les années 1950 à 1960).
 Au long des allées poétiquement nommées par des noms de fleurs ou d’arbres, il est possible de remarquer, allée des Bouleaux, la stèle de Florentin Lefils (1805-1878), écrivain et historien du Crotoy, qui fut notamment à l’origine de la création du bassin de chasse chargé de lutter contre l’ensablement de la baie et permettant l’accès des bateaux au port du Crotoy.
Allée des Daturas, dans le carré des Marins, la stèle des Marins évoque le terrible naufrage de deux bateaux du Crotoy, le Volonté de Dieu et le Saint Valéry, qui virent périr le 30 octobre 1887 dans la tempête 15 marins embarqués. Un monument fut érigé en mémoire des naufragés et inauguré le 5 septembre 1888.
 De nombreuses sépultures de héros, résistants, combattants, victimes des guerres passées ou paisibles enfants du Crotoy et de la mer, peuplent ce cimetière au charme si particulier.
 Ici c’est l’ami pêcheur à pied, qui en revenant de son travail dans la baie, passe avant de rentrer, saluer ses parents, là ce sont les trois sœurs qui redressent et rafraichissent les fleurs chamboulées par le vent, même l’employé municipal qui entretient avec affection son cimetière vous accueille comme l’un des siens…
L’on comprend alors la magnifique citation prêtée à Jeanne d’Arc, prisonnière au château du Crotoy en 1430 : « Que voici un bon peuple. Plût à Dieu que je fusse si heureuse lorsque je finirai mes jours que je puisse être enterrée en ce pays. »

- Port 
  - Le port de pêche avec son estacade, et les étals de poissonneries.
  - Le port de plaisance et un bateau de visite touristique de la baie.
- Grand bassin de chasse : 
Contigüe au port, sur 66 hectares, cette « chasse d'eau » se vide à marée basse pour désensabler la baie.

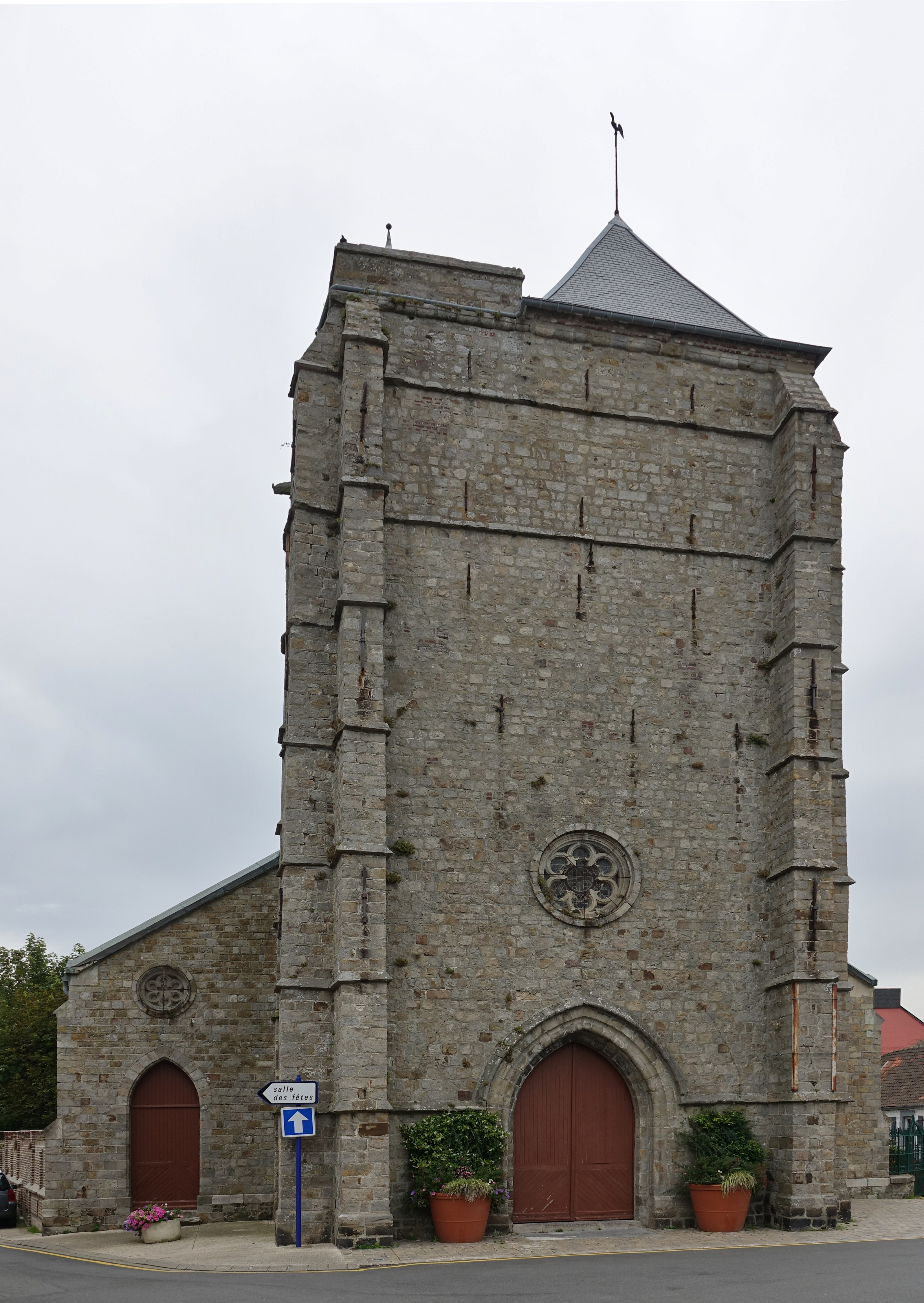
L'église Saint-Pierre.
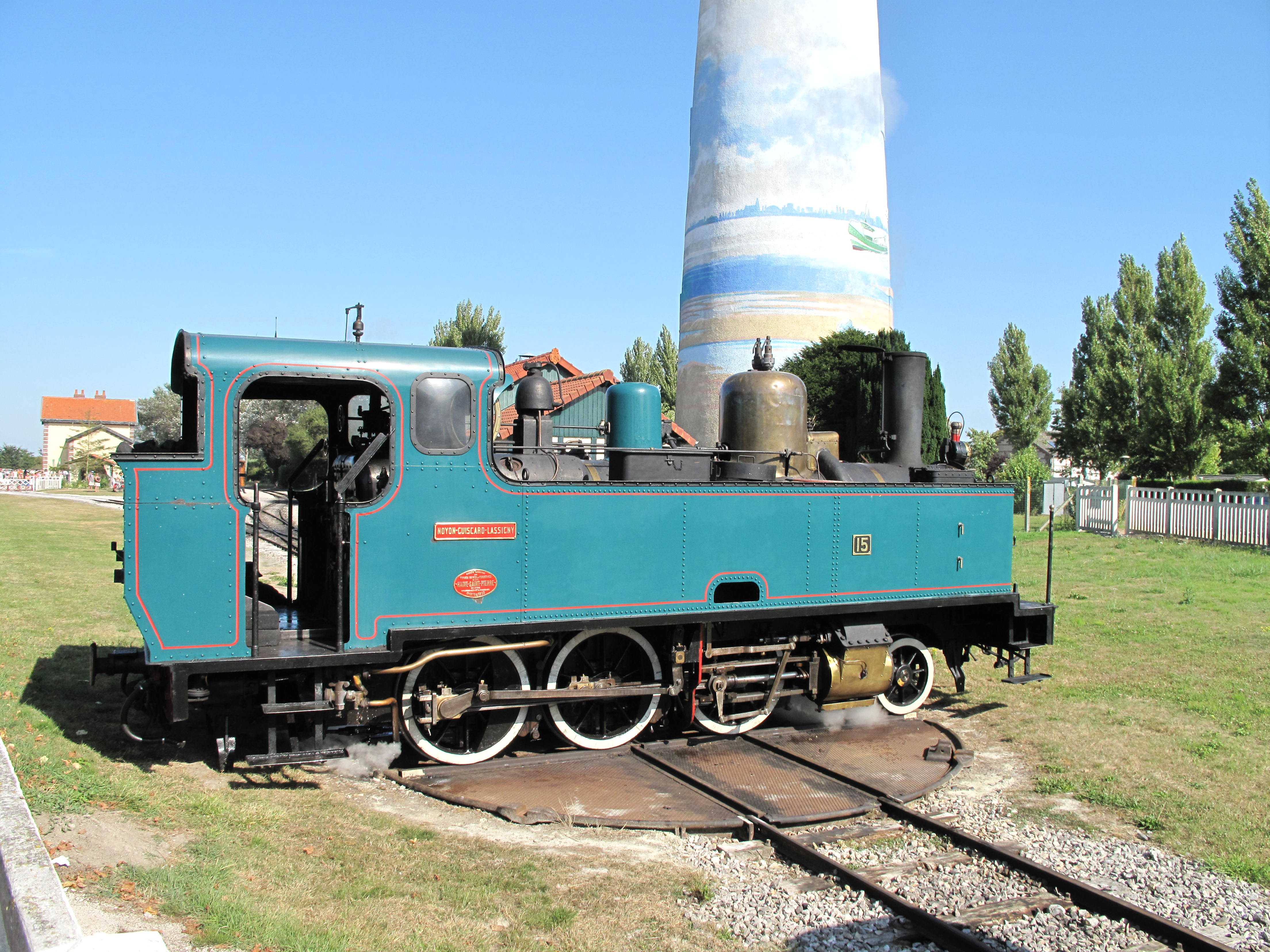
Locomotive à vapeur à la gare.
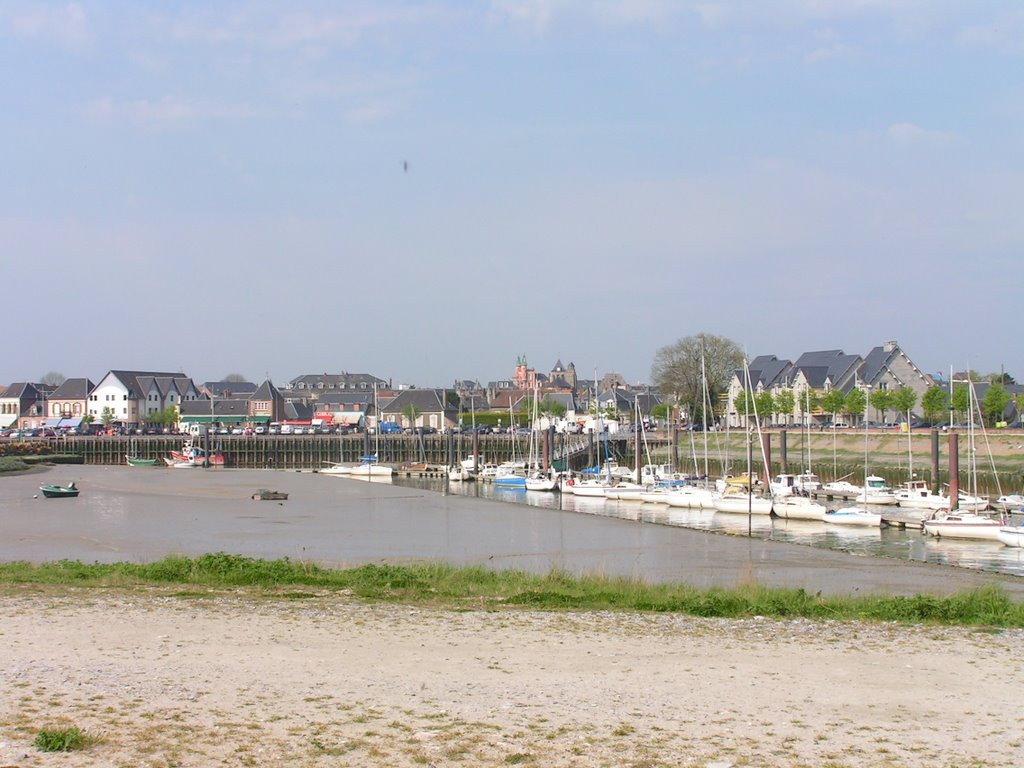
Port du Crotoy.
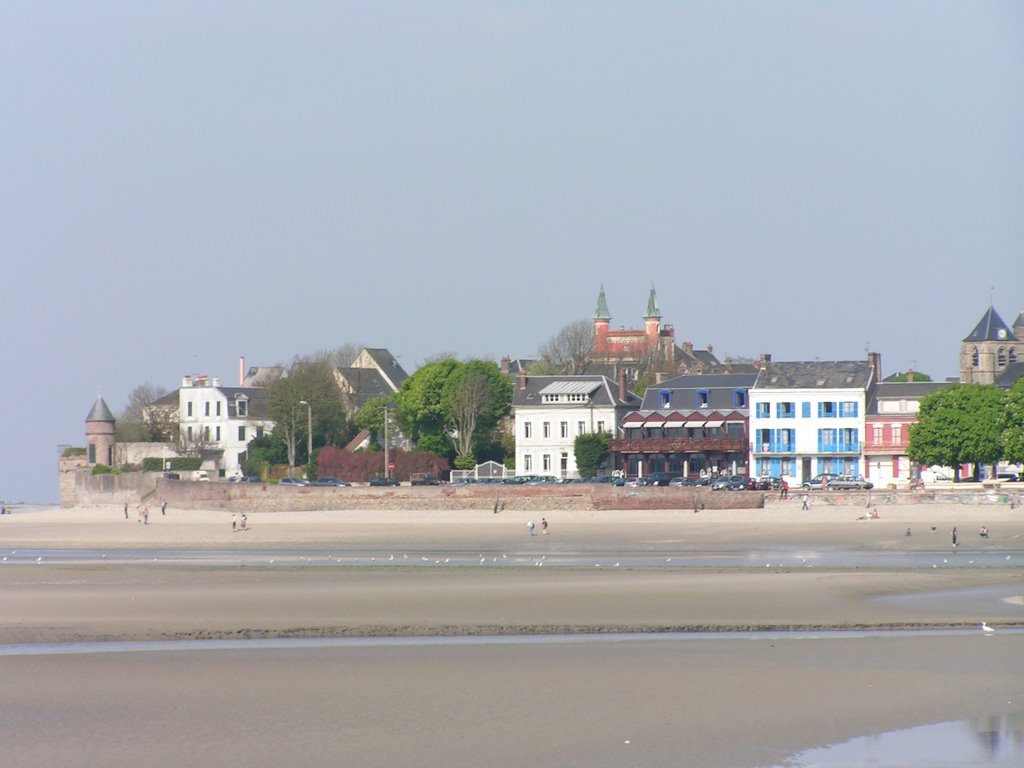
Quai Léonard.

- Monuments commémoratifs :
  - Le monument à Jeanne d'Arc, dont la statue est due au sculpteur Athanase Fossé. Elle fut inaugurée le 28 août 1881, avec dédicaces lyriques, bombardes et canons.
  - Monument aux Frères Caudron réalisé sur les plans de l'architecte Albert Polart, le décor étant sculpté par Athanase Fossé. Le monument aux frères Caudron est situé dans le jardin public devant un kiosque à musique de la fin XIXe siècle. Le monument actuel en pierre remplace une première sculpture représentant La Chute d'Icare par Athanase Fossé, inaugurée en 1923. Le 12 août 1942, pendant la Seconde Guerre mondiale, la sculpture fut démontée puis fondue par les Allemands. La statue et les médaillons de bronze ont été remplacés par une sculpture et des médaillon de marbre blanc, œuvre d'Augustin Lesieux. Le nouveau monument rénové a été inauguré, le 20 juin 1954. Son bas-relief représente les premiers vols de l'Oiseau bleu. En médaillon, les portraits des frères Caudron.
  - Stèle à Florentin Lefils, située non loin du monument aux frères Caudron. Elle reproduit à l'identique le médaillon en bronze réalisé en 1903 par Raoul Delhomme.
- Lieux de villégiature 
  - Ancien chalet « Félix-Suzanne-Madeleine », aux bow-windows d'Émile-Alexandre Taskin, chanteur d'opéra comique proche d'Offenbach, édifié en 1880.
  - Maison Millevoye, à l'emplacement de l'ancien château (ne se visite pas) en centre-ville, face à la baie.
  - La « Solitude », la villa de Jules Verne (ne se visite pas), en centre-ville.
  - « Les Tourelles » (hôtel-restaurant)
  - Ancien hôtel de voyageurs, dit « Le Picardy », construit au cours du 2e quart du XXe siècle. L'édifice, actuellement divisé en appartements, occupe l'emplacement de l'Hôtel de la Marine, détruit lors d'un incendie le 15 août 1911 (source : le Crotoy d'hier). Édifice établi en angle et à l'aplomb de la rue, le gros œuvre, en brique, est recouvert d'un badigeon rose pâle, hormis la base du mur, recouverte d'un enduit peint de couleur blanche et mise en valeur par des bossages. Le toit, en ardoise, est couvert à longs pans et croupes brisés. Un bandeau marque la séparation entre le rez-de-chaussée et les étages. Chaque travée est amortie par une fenêtre de lucarne dont les couvertures alternent régulièrement (deux pans et un pan)[67].
  - « Villa Marguerite », construite entre 1904 et 1907 pour un avocat parisien, elle offre un exemple de l'architecture résidentielle crotelloise de style flamand avec un pignon à redents qui domine la rue Carnot, au niveau de l'Office du tourisme. Bâtie en briques sur une structure métallique, elle est ornée de céramiques de style Art Nouveau. Elle est considérée comme une des maisons pittoresques du Crotoy[68] et est inscrite à ce titre à l'Inventaire général du patrimoine culturel. Elle ne se visite pas.
  - Ancienne villa de Gustave Lecoq, rue Guerlain, devenu hôtel-restaurant.
- Promenade Jules-Noiret, le long de la plage, sur 2 km.

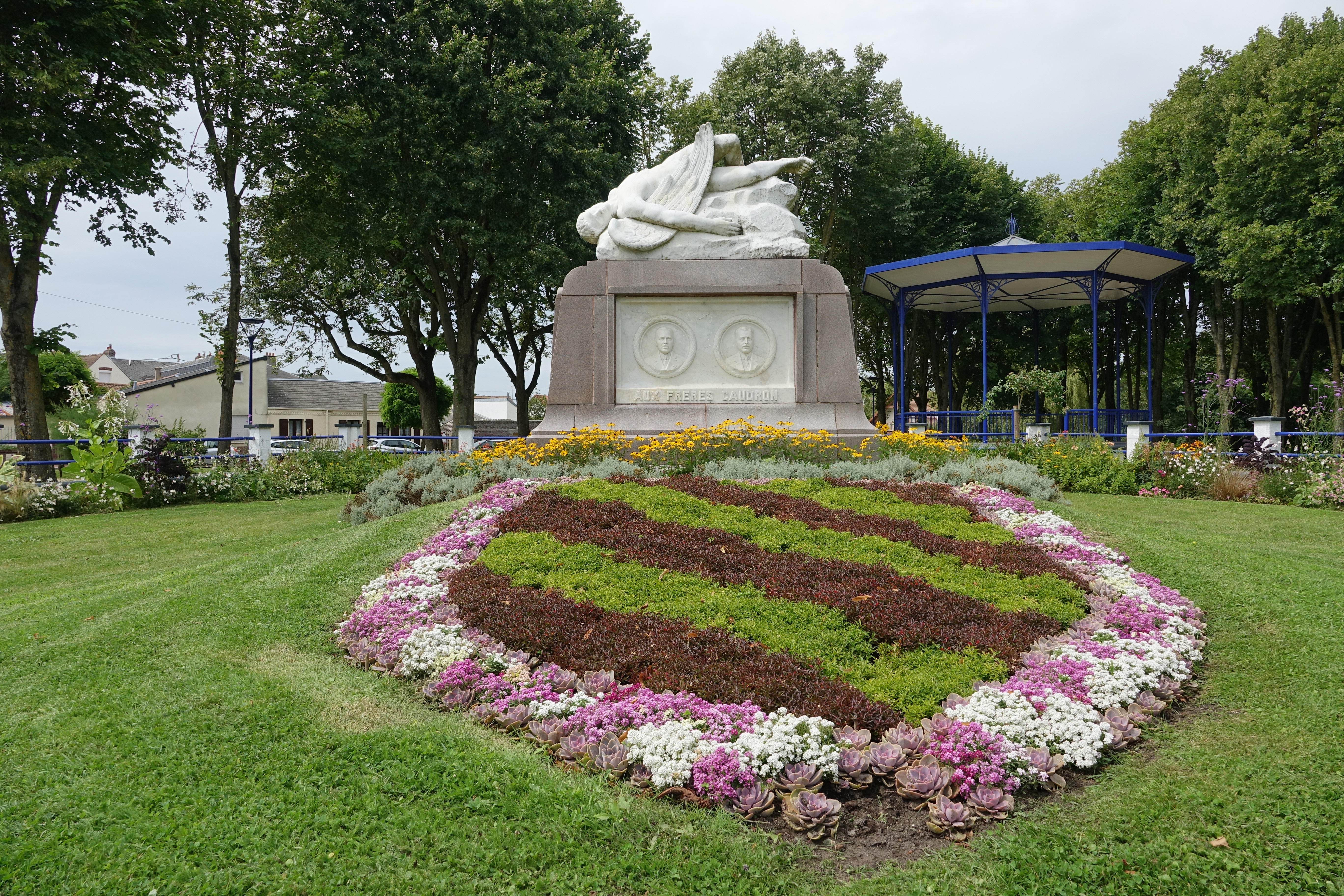
Monument aux frères Caudron.
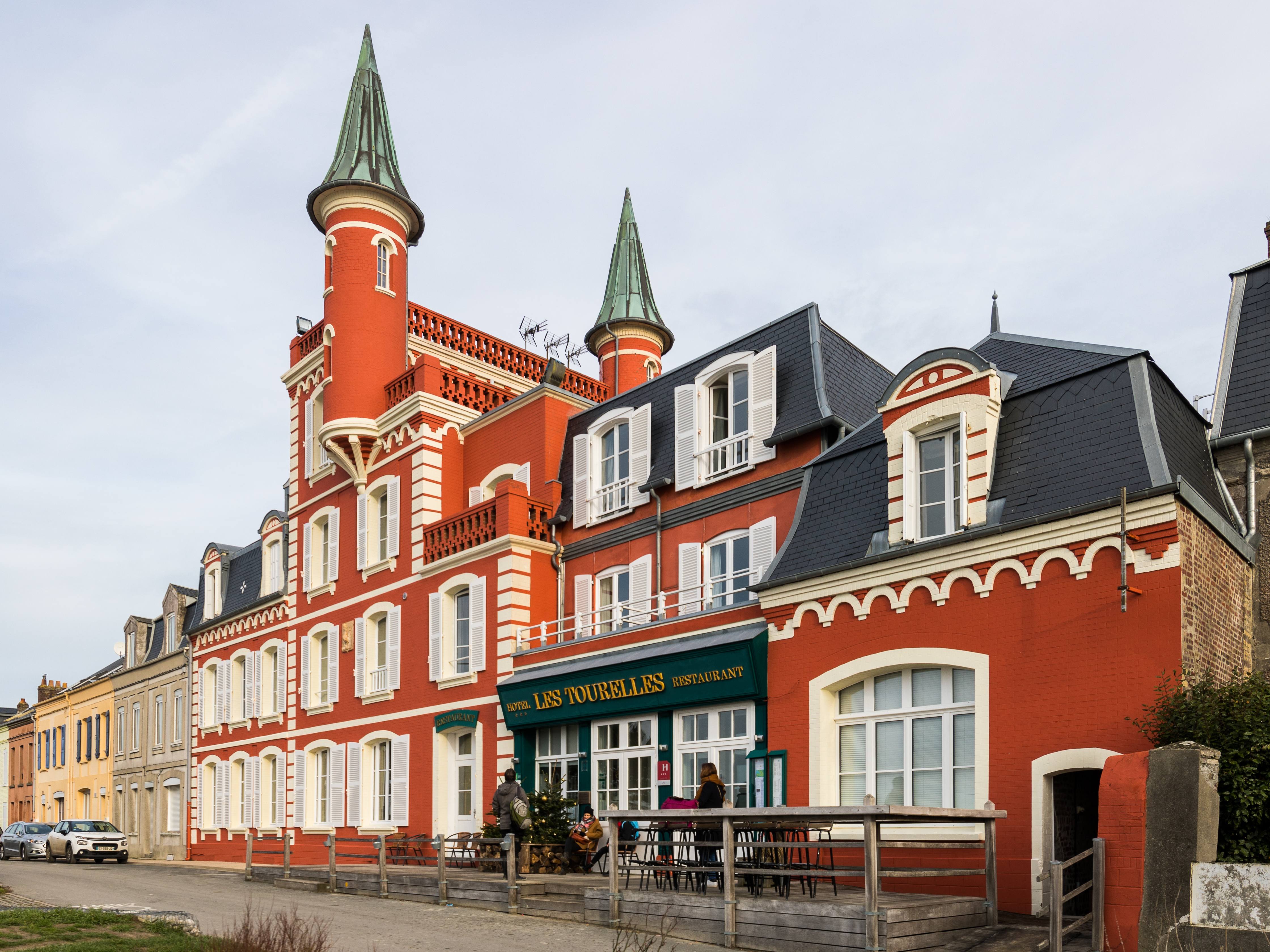
Hôtel « Les Tourelles ».
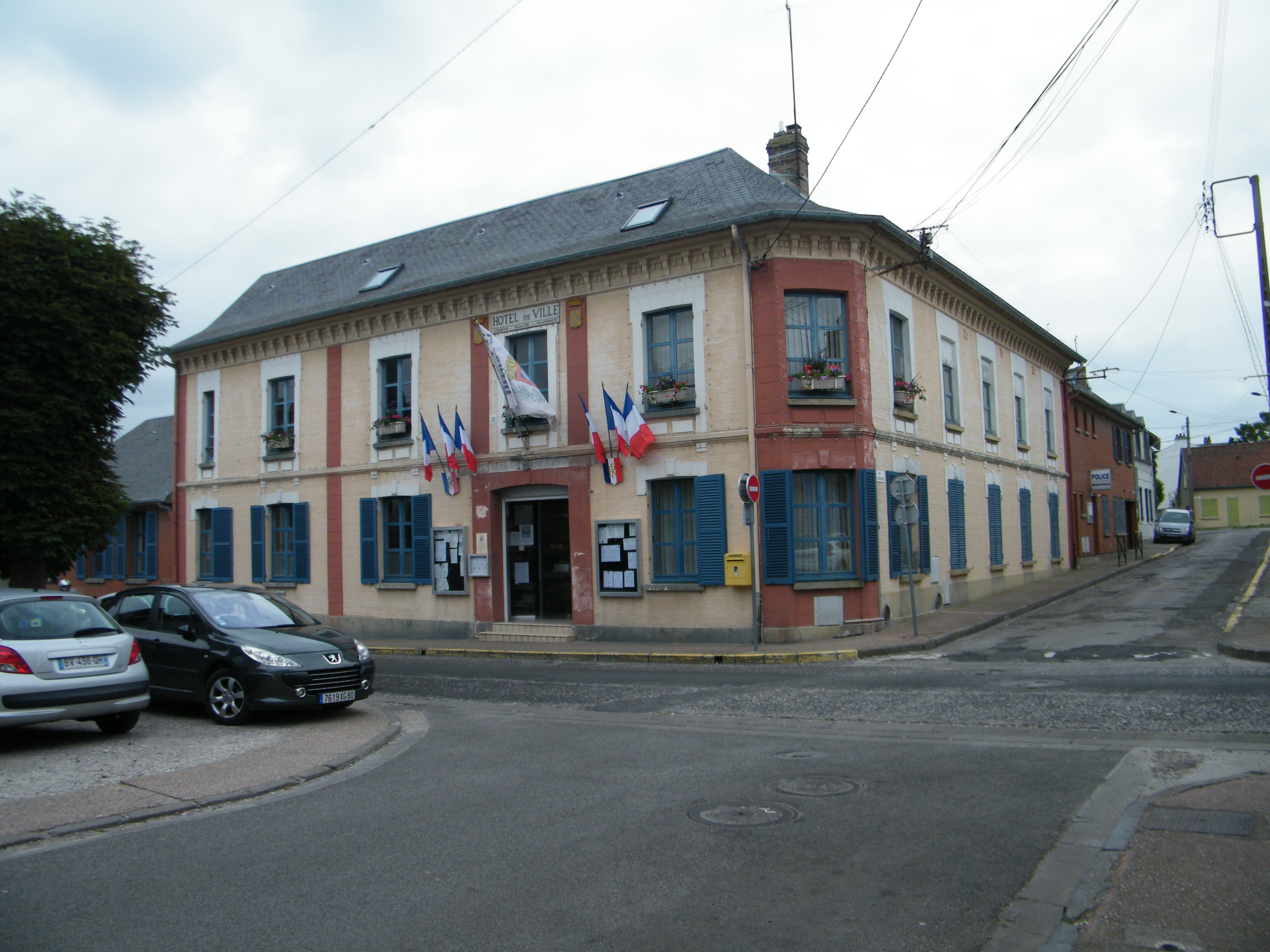
La mairie.
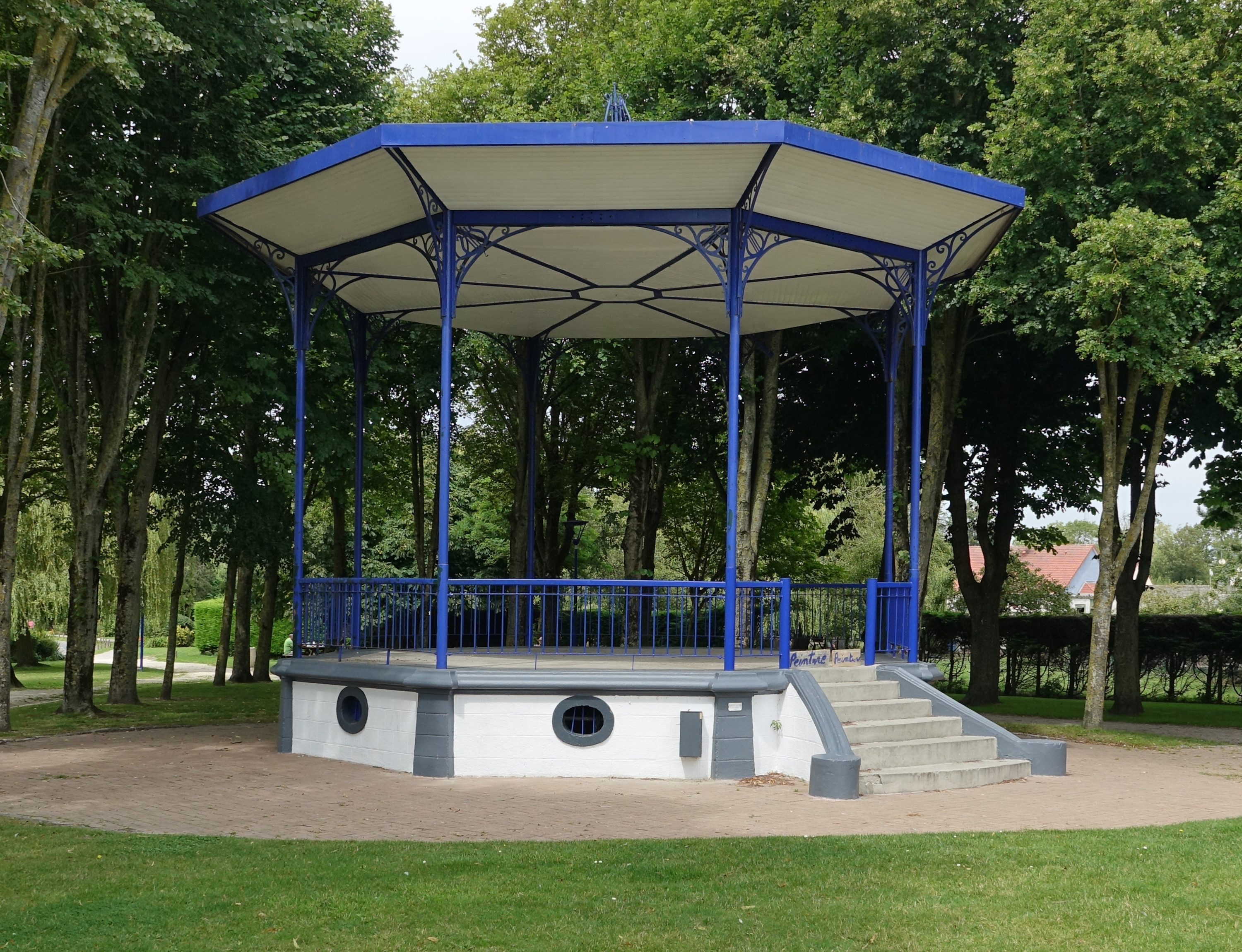
Le kiosque à musique.
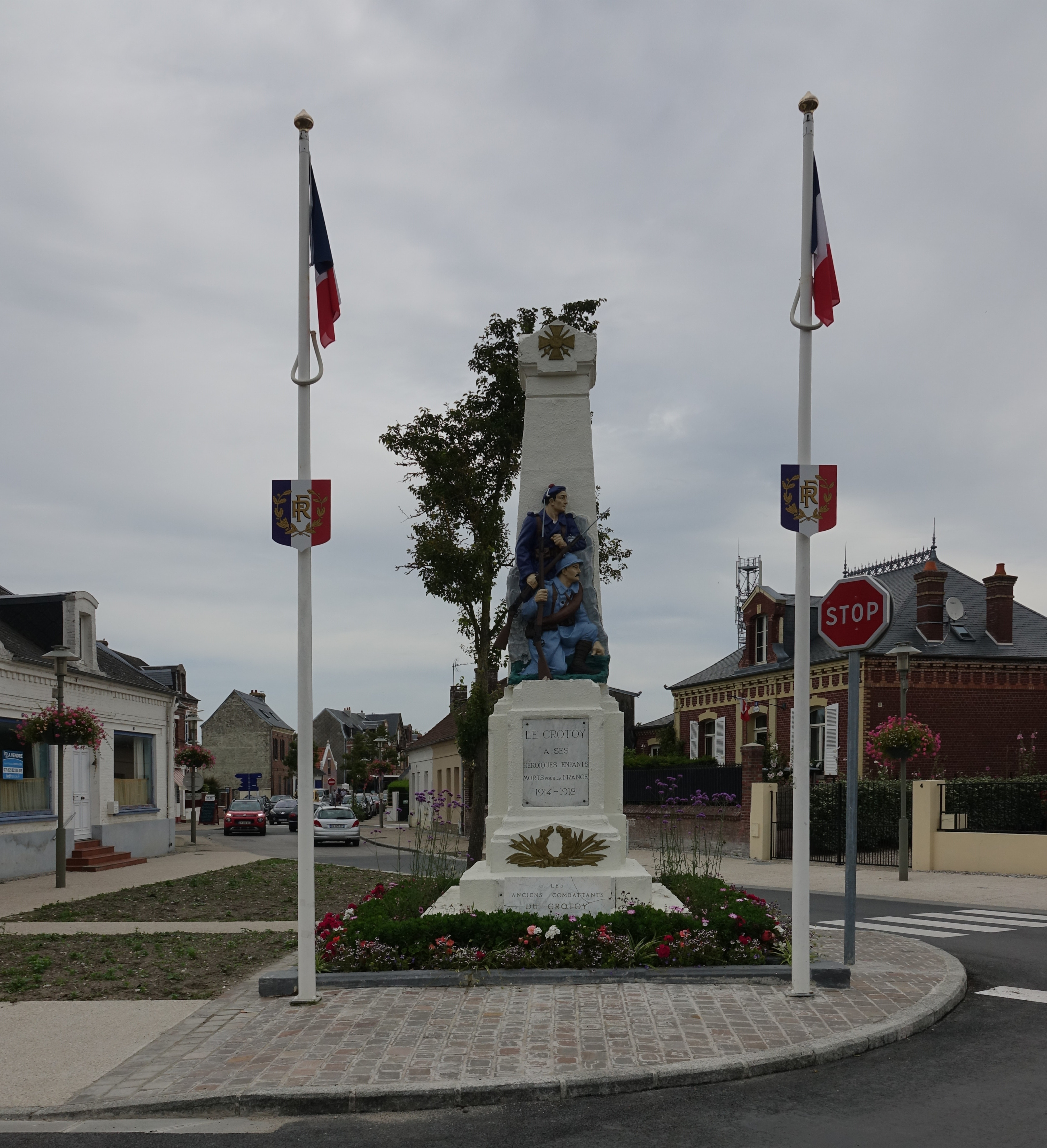
Le monument aux morts.

### Patrimoine naturel
- Réserve naturelle de la Baie de Somme

- Étangs de la « Bassée »

Des plans d'eau sont situés dans le marais communal. Des nichées de cygnes, colverts, poules d'eau, foulques et occasionnellement des cigognes, aigrettes, spatules, hérons… y évoluent en liberté.
Les carrières d'extraction de galets, de l'autre côté de la route, forment un plan d'eau de plusieurs kilomètres de long.
Les zones humides locales constituent une partie du site Ramsar de la Baie de Somme et des marais arrière-littoraux (28 communes) dont l'avifaune atteint 365 espèces d'oiseaux sur plus de 19 000 hectares.

### Personnalités liées à la commune
- Enguerrand d'Eudin, capitaine du Crotoy au XIVe siècle.
- Jules Verne possédait une résidence secondaire au Crotoy - La Solitude - située au no 9 de l'actuelle rue Jules Verne.
- Colette, écrivain, y séjournait dans la villa « Belle Plage » avec Mathilde de Morny, marquise de Belbeuf, dite Missy, fille du duc de Morny.
- Les frères Caudron, aviateurs qui possédaient une école d'aviation sur Le Crotoy.
- La famille Guerlain, propriétaire des parfumeries du même nom, qui voulut faire du Crotoy une station balnéaire sous le Second Empire.
- Henri de Toulouse-Lautrec a effectué plusieurs séjours au Crotoy, notamment au printemps 1900 où il a peint le portrait en pied de son ami Maurice Joyant chassant en baie de Somme, tableau exposé au musée Toulouse-Lautrec d'Albi[70].
- Roger Reboussin, peintre animalier, commença en 1935 au Crotoy son travail d'une durée de trente ans de recensement par la gouache de tous les oiseaux de France[71].
- Le peintre Alfred Manessier séjourne au Crotoy et y réalise de nombreuses peintures dès sa jeunesse, s'inspirant par la suite des paysages de la baie de Somme dans ses œuvres non-figuratives. La table d'orientation du belvédère du Crotoy et une promenade lui sont consacrés.
- L'écrivain Georges-Emmanuel Clancier et la psychanalyste Anne Clancier séjournèrent au Crotoy.
- Pierre Risch peintre et sculpteur réalisa différentes séries d'aquarelles du Crotoy, s'installant régulièrement "chez Mado" face à la baie.(Madeleine Poncelet dite Mado), 1904-1997.

### Le Crotoy dans les arts et la culture
Dans le film Un idiot à Paris (1967), dialogué par Michel Audiard, un patron harangue ses ouvriers pour les convaincre de cesser leur grève et cite « les vacances au Crotoy » (avec « la petite auto » et « le tiercé ») dans les loisirs qu'ils perdraient s'ils étaient au chômage.
La chanson Âme fifties de l'album du même nom d'Alain Souchon, sorti en 2019, évoque la plage du Crotoy.
Le film Nana et les Filles du bord de mer, réalisé par Patricia Bardon en 2020, est tourné au Crotoy.

### Héraldique
| Blason de Le Crotoy | Blason  | D'azur à trois bandes d'or, à la bordure de gueules. |
| Blason de Le Crotoy | Détails | Cimier : - une couronne murale timbre l'écu. Ornement extérieur : - Croix de guerre 1939-1945 avec étoile de bronze. Citation à l'ordre du régiment du 11 novembre 1948 : « vaillante commune atteinte à plusieurs reprises par des bombardements et des destructions. A conservé durant toutes ces épreuves, un patriotisme élevé et une foi constante en la victoire manifestée, en particulier, par l'aide apportée aux jeunes gens cherchant à rallier les Forces françaises libres. » En 1971, la commune adopta officiellement ces armoiries qui sont la forme moderne des armes du Ponthieu. Au XIXe siècle, les armes du Crotoy se blasonnaient : d'azur à la galère équipée d'or, au chef d'or à trois bandes d'azur, à la bordure de gueules. Dans les années 1950 et 1960, la ville du Crotoy utilisait encore les armes anciennes du Ponthieu, en inversant les couleurs. |

## Pour approfondir